# ロバート・デ・ニーロ
ロバート・デ・ニーロ、全名：ロバート・アンソニー・デ・ニーロ・ジュニア（英語: Robert Anthony De Niro Jr.〈[də ˈnɪəroʊ] də NEER-roh, イタリア語: [de ˈniːro]〉1943年8月17日 - ）は、アメリカの俳優である。マーティン・スコセッシとのコラボレーションで知られ、同年代の中で最高の俳優の一人に数えられる。デ・ニーロはアカデミー賞2回、ゴールデングローブ賞、セシル・B・デミル賞、全米映画俳優組合賞生涯功労賞を1回ずつを含む数多くの賞を受賞した。2009年、デ・ニーロはケネディ・センター名誉賞を受賞、2016年にバラク・オバマ大統領から大統領自由勲章を授与された。アメリカ芸術科学アカデミー会員である。
デ・ニーロはHBスタジオ、ステラ・アドラー・コンザヴァトリー、リー・ストラスバーグのアクターズ・スタジオで演技を学んだ。1973年の映画『ミーン・ストリート』で初めてスコセッシとタッグを組んだ。デ・ニーロはフランシス・フォード・コッポラの『ゴッドファーザー PART II』（1974年）におけるヴィトー・コルレオーネ役で助演男優賞、スコセッシのドラマ映画『レイジング・ブル』（1980年）におけるジェイク・ラモッタ役で主演男優賞と、2つのアカデミー賞を受賞した。他にも『タクシードライバー』（1976年）、『ディア・ハンター』（1978年）、『レナードの朝』（1990年）、『ケープ・フィアー』（1991年）、『世界にひとつのプレイブック』（2012年）でアカデミー賞にノミネートされた。
その他の主な出演作品には『キング・オブ・コメディ』（1982年）、『1900年』（1976年）、『ワンス・アポン・ア・タイム・イン・アメリカ』（1984年）、『未来世紀ブラジル』（1985年）、『ミッション』（1986年）、『グッドフェローズ』（1990年）、『ボーイズ・ライフ』（1993年）、『ヒート』（1995年）、『カジノ』（1995年）、『ジョーカー』（2019年）、『アイリッシュマン』（2019年）がある。『ブロンクス物語/愛につつまれた街』で監督デビューを果たした。コメディの役柄には『ミッドナイト・ラン』（1988年）、『ウワサの真相/ワグ・ザ・ドッグ』（1997年）、『アナライズ・ミー』（1999年）、『ミート・ザ・ペアレンツ』（2000年）がある。
デ・ニーロはテレビでの役でも有名であり、HBO映画『嘘の天才 〜史上最大の金融詐欺〜』（2017年）ではバーナード・マドフを演じプライムタイム・エミー賞主演男優賞リミテッド・シリーズ/テレビ映画部門ノミネートを受けた。彼はNetflixのリミテッド・シリーズ『ボクらを見る目』の製作と『サタデー・ナイト・ライブ』におけるロバート・モラー役でさらにエミー賞ノミネートを受けた。
1989年、デ・ニーロとプロデューサー、ジェーン・ローゼンタールは映画とテレビの製作会社トライベッカ・プロダクションズを設立し、自身の映画と並行して複数の映画を製作した。ローゼンタールとはまた、2002年にトライベッカ映画祭を開設した。デ・ニーロの出演作品の内6本が、アメリカ議会図書館によって「文化的・歴史的・芸術的にきわめて高い価値を持つ」としてアメリカ国立フィルム登録簿に登録されている。

## 生い立ち
ロバート・アンソニー・デ・ニーロ・ジュニアは1943年8月17日にニューヨーク、マンハッタンに、画家ヴァージニア・アドミラルとロバート・デ・ニーロ・シニアの一人息子として生まれた。彼の父親はアイルランドとイタリアの血を引いており、母親はオランダ、イングランド、フランス、ドイツの系統である。プロビンスタウンのハンス・ホフマンの絵画教室で知り合った両親は、父親が自身がゲイであると明らかにしたことで、デ・ニーロが2歳の時に別れた。デ・ニーロはマンハッタンのグリニッジ・ヴィレッジとリトル・イタリー地域で母親に育てられた。父親も近所に住み、少年時代はデ・ニーロと親しい関係を築いた。青白い顔から「ボビー・ミルク」とあだ名されたデ・ニーロはリトル・イタリーのストリード・キッドたちと友人になったが、父親からは認められなかった。しかし数人はデ・ニーロの生涯の友となった。母親は長老派教会信者として育てられたものの、成人後無神論者となり、父親は12歳の時に教えを捨てた元カトリックだった。両親の離婚協議中、祖父母と暮らしていたデ・ニーロは、両親の意思に反してカトリック教会で洗礼を受けさせられた。
デ・ニーロはマンハッタンの公立小学校PS 41に6年生まで在籍した。彼はドラマティック・ワークショップの演技教室に通い始め10歳の時に学校の劇『オズの魔法使い』における臆病なライオン役で舞台デビューを果たした。デ・ニーロは7年生と8年生の時、リトル・レッド・スクール・ハウスの上級学校エリザベス・アーウィン・ハイ・スクールに通った。9年生の時に ハイ・スクール・オブ・ミュージック・アンド・アートに合格したが、短期間だけ通って公立の中学校IS 71、チャールズ・エヴァンス・ヒューズ中学校に編入学した。高校時代はマクバーニー・スクールとのちにローズ・プレパラトリー・スクールに通った。デ・ニーロは自身の内気さを和らげる方法として演技を見つけ、映画に魅了されるようになり、演技を追求するために16歳で高校を退学した。デ・ニーロはのちに「18歳の頃、テレビ番組を見て"この俳優たちがこれで生活しているなら、大して上手くもないし、自分もこれより悪いことはないだろう"と言った」と述懐している。彼はその後HBスタジオとリー・ストラスバーグのアクターズ・スタジオで演技を勉強した。デ・ニーロはステラ・アドラー・コンザヴァトリーのステラ・アドラーにも師事し、スタニスラフスキー・システムの技術を学んだ。若き俳優として、デ・ニーロはマーロン・ブランド、モンゴメリー・クリフト、ジェームズ・ディーン、グレタ・ガルボ、ジェラルディン・ペイジ、キム・スタンリーの演技に触発された。

## キャリア

### 1963年 - 1973年: 初期の役からヒットまで
デ・ニーロは『Encounter』、『マンハッタンの哀愁』（どちらも1965年公開）、『若い狼たち』（1968年）に端役で出演した。その後まもなく、デ・ニーロはベトナム戦争徴兵に関する風刺映画『青春のマンハッタン』（1968年）にメインキャストで出演した。この作品はデ・ニーロとブライアン・デ・パルマ監督の最初期のコラボレーション作品の一作である。1年後、デ・ニーロは『ロバート・デ・ニーロのスワップ』に出演しニューヨークの映画製作者を演じた。同じ1969年、デ・パルマのコメディ映画『御婚礼 ザ・ウェデング・パーティー』が公開されたが撮影は1963年に行われており、6年越しの公開となった。当時まだ無名だったデ・ニーロは『ニューヨーク・タイムズ』のハワード・トンプソンから高評価のレビューを受けた。「この滑稽なコメディは若者のトリオによって見事に作られており、馴染みのない顔を起用しているがとても面白い」。
デ・ニーロはアメリカの犯罪者4人の母親であるマ・バーカーの人生に緩く基づいたロジャー・コーマン監督の低予算犯罪ドラマ映画『血まみれギャングママ』（1970年）に出演した。デ・ニーロは息子の内の一人ロイド・バーカーを演じた。トンプソンは映画を絶賛し、キャストは「良い演技」をしたと考えた。その後、デ・ニーロは『青春のマンハッタン』の続編であるデ・パルマのコメディ映画『ロバート・デ・ニーロのブルーマンハッタン/BLUE MANHATAN1・哀愁の摩天楼』（1970年）に出演した。『ザ・ニューヨーカー』に寄稿したリチャード・ブロディはデ・ニーロがキャラクターに「不安定な自発性」を持ち込んだと述べた。デ・ニーロは『わが心の天使』（1971年）やイヴァン・パッセル監督の『生き残るヤツ』（1971年）に脇役で出演した。1971年最後の映画出演はジミー・ブレスリンの『The Gang That Couldn't Shoot Straight』を原作とした同名の犯罪コメディ映画であった。
1972年、デ・ニーロはチャールズ・マーヤンが監督を務めたザ・アメリカン・プレイス・シアターの2つの舞台に出演した。それから彼は『バング・ザ・ドラム』（1973年）で銀幕に復帰しホジキン病に罹ったメジャーリーガー、ブルース・ピアーソン役で主演した。 共演者にはマイケル・モリアーティやヴィンセント・ガーディニアらがいた。1956年のマーク・ハリスの小説を映画化した本作は批評家から評価されデ・ニーロの知名度を上げた。『ハリウッド・リポーター』は「デ・ニーロは最高の俳優の一人で、演技によってこの作品の中では最も好きになれる若き性格俳優の一人だ」と書いた。『バラエティ』のアレックス・ベルスも「感動的な」演技としてデ・ニーロについて触れている。ガーディニアはアカデミー助演男優賞ノミネートを受けた。ハリスはのちにデ・ニーロについて「彼は野球について役に必要な最小限のことしか学ばなかった。再び野球ボールに触れようとすることはないだろう」と書いた。
1973年、デ・ニーロは犯罪映画『ミーン・ストリート』で初めてマーティン・スコセッシ監督とタッグを組み、ハーヴェイ・カイテルと共演した。デ・ニーロには役の選択肢がオファーされたが、スコセッシは彼が地元の顔役になろうと苦労する三流の犯罪者"ジョニー・ボーイ"・シベロを演じることを望んだ。 デ・ニーロとカイテルはいくつかのシーンで即興を許された。アシスタント・ディレクター、ロン・サトロフはデ・ニーロが「極めて真剣だった。役と準備に真面目に取り組んだ」と述懐し、他のキャストやクルーから孤立していたという。『ミーン・ストリート』はカンヌ国際映画祭でデビューし5か月後にはニューヨーク映画祭に出品され、概して暖かく受け入れられた。映画批評家ロジャー・イーバートは、デ・ニーロが「素晴らしい演技をした。緊急性と落ち着きのない絶望感に満ちている」と考えた。『ニューヨーク・タイムズ』のポーリン・ケイルも同じようにデ・ニーロに感心し、彼は「華麗な俳優。彼を『バング・ザ・ドラム』のニヤニヤと笑う、タバコを噛むたくましくも不器用な愚か者としてのみ記憶している人はこの激しやすい演技に驚くだろう。デ・ニーロは『真夜中のカーボーイ』でダスティン・ホフマンがやっていることをより大きくやっている。この子はただ演じるだけではない。彼は煙の中に入り込んでいく」と書いている。1997年、『ミーン・ストリート』はアメリカ議会図書館によって「文化的・歴史的・芸術的にきわめて高い価値を持つ」としてアメリカ国立フィルム登録簿に登録された。

### 1974年 - 1980年: スコセッシとのコラボレーションと評価
デ・ニーロはフランシス・フォード・コッポラ監督の犯罪叙事詩的映画『ゴッドファーザー PART II』（1974年）において若き日のヴィトー・コルレオーネ役という大役に抜擢された。デ・ニーロは以前、第1作目『ゴッドファーザー』のオーディションに参加していたが『The Gang That Couldn't Shoot Straight』のために降板していた。彼を覚えていたコッポラが『PART II』でデ・ニーロに役を与えた。このキャラクターを演じるため、デ・ニーロはほとんどシチリア方言しか話さず、英語のセリフは少しだけに留まった。この作品は商業的に成功し世界で4800万ドルの興行収入を上げた。『ゴッドファーザー PART II』は第47回アカデミー賞にて11部門のノミネートを受けそのうち6つを受賞した。その中にはデ・ニーロの助演男優賞も含まれていた。これはデ・ニーロにとって初めてのアカデミー賞であった。授賞式を欠席したデ・ニーロに代わってコッポラが賞を受け取った。デ・ニーロと1作目で年老いたヴィトー・コルレオーネを演じたマーロン・ブランドは、1人の人物を演じてアカデミー賞を受賞した史上初の2人組となった。
『ミーン・ストリート』で初めてタッグを組んだのち、デ・ニーロはサイコロジカル・ドラマ映画『タクシードライバー』（1976年）で再びスコセッシと一緒に仕事をした。ベトナム戦争後の薄汚れた、道徳的に破綻したニューヨークを舞台に、映画は狂気に飲まれる孤独なタクシー運転手トラヴィス・ビックルを描いている。役の準備のため、デ・ニーロは米陸軍基地のメンバーと一緒に過ごし、彼らの中西部訛りや振る舞いを身につけた。彼は30ポンド（13キロ）減量し銃火器の訓練を受けてタクシー運転手の行動を学んだ。この作品は批評家に絶賛され、特にデ・ニーロの演技が評判となった。『ワシントン・ポスト』の批評家は「目印となる演技」と評価し、『サンフランシスコ・クロニクル』は「デ・ニーロはこの代表作の一つで輝いている」と書いた。ジョディ・フォスターが児童売春婦役として出演したことに批判はあったものの、映画はデ・ニーロの主演男優賞を含む4部門でアカデミー賞にノミネートされた。デ・ニーロが即興で放った「俺に言ってんのか？」というセリフはアメリカン・フィルム・インスティチュートが選んだアメリカ映画の名セリフベスト100で第10位に選出されている。2005年、この映画は『タイム』によって歴代最高の映画作品100本の内の一つに選ばれた。

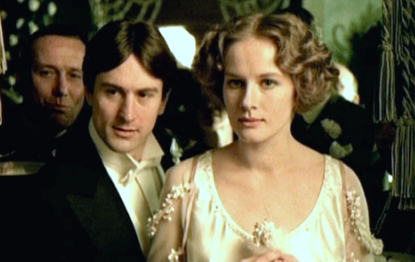
1900年で夫婦を演じるデ・ニーロとドミニク・サンダ

1976年にデ・ニーロの出演作は他に2作品公開された。彼はベルナルド・ベルトルッチ監督の歴史ドラマ映画『1900年』に出演した。アンサンブル・キャストの本作は、イタリアのエミリア地方を舞台としており地主アルフレード・ベルリンギエリ（デ・ニーロ）と農民オルモ・ダルコ（ジェラール・ドパルデュー）という2人の男を描いている。2人は20世紀前半のファシズムと共産主義の政治的衝突を目撃し参加していく。次にデ・ニーロは『ラスト・タイクーン』でCEOを演じた。この作品はF・スコット・フィッツジェラルドによる同名小説を原作としており、イギリスの脚本家ハロルド・ピンターによって映画化された。デ・ニーロはこの役のために42ポンド（19キロ）減量し、映画監督エリア・カザンはデ・ニーロが日曜日にリハーサルしていたことを明かし「ボビーと私は撮影するシーンを見直した。ボビーはより几帳面だった。とても想像力豊かだった。とても正確だった。彼は内面も外面もすべて導き出していた。良い感情を持っていた。彼はすべて計算ずくの性格俳優だ。良い意味で計算高いのだ」と述べている:766。この作品は賛否両論を受け、『バラエティ』の批評家は 映画に「まとまりがなく」、デ・ニーロの演技は「やや好奇心をそそる」と述べた。映画評論家マリー・ブレナーは「『ゴッドファーザー PART II』における素晴らしくも大胆なヴィトー・コルレオーネの演技を凌ぐ役柄だ。彼の演技は歴代の最高の演技と比べても遜色ない」と書いた。
デ・ニーロの1977年唯一の出演作品はスコセッシのミュージカル・ドラマ映画『ニューヨーク・ニューヨーク』で、ライザ・ミネリと共演した。デ・ニーロはポップ・シンガー（ミネリ）と恋に落ちるサックス奏者ジミーを演じるためにミュージシャン、ジョージー・オールドからサクソフォーンの吹き方を習った。この作品は概して賛否両論で迎えられたが、批評家はデ・ニーロには暖かかった。デ・ニーロへの主演男優賞 (ミュージカル・コメディ部門)を含む4部門でゴールデングローブ賞にノミネートされた。1978年、デ・ニーロはマイケル・チミノ監督の叙事詩的戦争映画『ディア・ハンター』に出演し、ベトナム戦争で人生が変わってしまった製鋼所工員を演じた。共演者にはクリストファー・ウォーケン、ジョン・サヴェージ、ジョン・カザール、メリル・ストリープ、ジョージ・ズンザらがいた。物語はペンシルバニア州ピッツバーグの南、モノンガヒラ川沿いに位置する労働者階級の町クレアートンをとベトナムを舞台に展開する。プロデューサー、マイケル・ディーリーはデ・ニーロのこれまでの出演作における名声が「恐ろしく聞こえるストーリーラインとほとんど無名の監督」を商業的に助けることから彼の起用を熱望した。脚本と監督の準備に感銘を受けたデ・ニーロは出演契約を結んだ最初の俳優の一人であった。『ディア・ハンター』の批評は概ね好評価で出演者はその演技で絶賛された。この作品は複数部門でアカデミー賞、ゴールデングローブ賞、英国アカデミー賞（BAFA）にノミネートされ、デ・ニーロもアカデミー主演男優賞にノミネートされた。2007年、アメリカン・フィルム・インスティチュートは本作をアメリカ映画ベスト100リスト10周年エディションの第53位に選出した。
デ・ニーロとスコセッシの4度目の共作は1980年の伝記ドラマ映画『レイジング・ブル』の時であった。ジェイク・ラモッタの回顧録『Raging Bull: My Story』の映画化で、デ・ニーロは暴力的な行動と気性で妻や家族との生活が破綻するイタリア系アメリカ人のミドル級ボクサー、ラモッタを演じた。ジョー・ペシやキャシー・モリアーティと共演したデ・ニーロは、60ポンド（27キロ）減量したこととボクシングを習ったことから、最もつらい役作りであったと述懐している。デ・ニーロは当時、スコセッシに「原作は優れた文学作品ではないが人情がある」と話したこの作品は批評家に絶賛されたが、中には「極めて暴力的な」内容を批判するレビュアーもいた。 それでもデ・ニーロはリアルな演技で賞賛を浴びた。『ハリウッド・リポーター』の批評家は「デ・ニーロは信じられないほどで、彼自身としてはほとんど認識できない。彼はラモッタにそっくりだ。最後のシーンにおけるデ・ニーロの外見もまた目を見張るものがある」と述べた。BBC のマイケル・トムソンは「スコセッシの実力がデ・ニーロの激しさとマッチし、デ・ニーロはボクサーの魂に溶け込んでいる」と書いた。第53回アカデミー賞において、この作品は8部門でノミネートを受け、デ・ニーロは主演男優賞を受賞した。『レイジング・ブル』はアメリカの批評家によって1980年代最高の作品の一つに数えられる。デ・ニーロはスタンリー・キューブリック監督の『シャイニング』におけるジャック・トランス役の有力候補に挙がったが、役は監督の第一候補であったジャック・ニコルソンに決定した。

### 1981年 - 1991年: ドラマ、コメディ、多くの受賞
デ・ニーロは『告白』に出演することで犯罪ジャンルに復帰した。この作品は1977年のジョン・グレゴリー・ダンの小説を原作としている。過去の映画ほど挑戦的な役ではないが、デ・ニーロは売春婦殺害の調査をする刑事である兄（ロバート・デュヴァル）と衝突する司祭を演じた。『ニューヨーク・タイムズ』のヴィンセント・キャンビーは時としてストーリーを追いづらいと考えたが、「とても見事に共演しており、時として一人の演技に見える」と俳優たちを褒めた。演技の幅を広げ演技力を証明するため、デ・ニーロは1980年代を通してコメディのトーンを持つ映画を選ぶようになった。デ・ニーロは『キング・オブ・コメディ』（1982年）にそのトーンを見つけ、苦闘するスタンダップコメディアン、ルパート・パプキンを演じた 。脚本を最初にスコセッシの目に留めたのはデ・ニーロであり、監督は舞台をニューヨークに設定して暗いトーンを与えた。この作品はあまり注目されず、1900万ドルの予算から250万ドルしか収入を上げられず興行的に大失敗した。しかし批評家たちはデ・ニーロの演技を絶賛した。次の出演作品はセルジオ・レオーネ監督の『ワンス・アポン・ア・タイム・イン・アメリカ』におけるニューヨークのユダヤ系ギャング、デヴィッド・"ヌードルス"・アロンソン役であった。1984年カンヌ国際映画祭に出品された229分の劇場版は15分のスタンディングオベーションを受けた。アメリカでの劇場公開時には139分に短縮され、批評家に酷評された。全長版を観た『ロサンゼルス・タイムズ』のケネス・トゥランは作品を「度を超えているのと同時に綿密にコントロールされている」として俳優たちが「驚くべき拘束力と実力」を見せたと評した。
1984年最後の出演作品はメリル・ストリープと共演したロマンチック・コメディ映画『恋におちて』だった。1年後、デ・ニーロはディストピア社会で白日夢を見る男を描いた『未来世紀ブラジル』で初めてSFに出演した。『未来世紀ブラジル』は興行的に失敗したがクライテリオン・コレクションに含まれている。1986年5月、デ・ニーロはロングエーカー劇場の『Cuba and His Teddy Bear』で主役を演じ舞台に復帰した。次のフィーチャー映画は18世紀の南アメリカにおけるイエズス会宣教師を描いた『ミッション』（1986年）で、ジェレミー・アイアンズと共演した。ヴィンセント・キャンビーは映画にネガティブな評価を下し、デ・ニーロのキャスティングについて「『告白』で抜け目ない司祭を見事に演じたデ・ニーロが、ここでは口を開くまではよくやっている」と述べた。しかしこの作品はアカデミー撮影賞を受賞し編集賞を含む英国アカデミー賞3部門、ゴールデングローブ賞 脚本賞と作曲賞を受賞した。
1987年、デ・ニーロは2作品で助演に回った。1作目はアラン・パーカー監督によるホラー映画『エンゼル・ハート』におけるルイ・サイファー役である。この作品はウィリアム・ヒョーツバーグによる1978年の小説『落ちる天使』を原作としている。2作目はデ・パルマの犯罪映画『アンタッチャブル』におけるアル・カポネ役である。 ポーリン・ケイルは助演を演じるデ・ニーロを「怠けている」と表現したが、デ・ニーロは「これらのキャラクターで実験している」と述べて自己を弁護した。1987年7月、デ・ニーロは第15回モスクワ国際映画祭で審査員長を務めるためロシアを訪れた。この年、デ・ニーロはドキュメンタリー映画『ディア・アメリカ 戦場からの手紙』でボイスオーバーを担当した。次回作は1988年の『ミッドナイト・ラン』だった。デ・ニーロはバウンティハンター、ジャック・ウォルシュ役でチャールズ・グローディンと共演した。この作品は好意的に受け入れられ全世界で8100万ドルを稼いだ。『ワシントン・ポスト』のハル・ヒンソンはデ・ニーロについて賛否入り交じるレビューを書いた。

デ・ニーロはここでもスケールを落としている。名優の外套と気負いを捨てたのは安心する。その結果、彼は『ミーン・ストリート』や『ニューヨーク・ニューヨーク』のようなフレッシュさが見られなくなった。こういった映画で彼が演じた役よりもウォルシュは性格俳優の役だ。概念の中に特異性が少なく、より典型だ。しかしこの俳優は難なくピタリと演じている。そしてコメディを演じるというチャンスが、特にグローディンのような理想的な道化役と共演することが、彼に新しい活力を与えたようだ。
彼はスコセッシの『最後の誘惑』（1988年）でイエス・キリストを演じる機会を断った。彼は必要であれば監督のために演じると話した。スコセッシはウィレム・デフォーを起用した。1989年、デ・ニーロは複数のあまり注目されない映画に出演した。彼はドラマ映画『ジャックナイフ』でエド・ハリスやキャシー・ベイカーと共演した。この作品はベトナム帰還兵と妹、軍隊の同僚たちとの複雑な関係を描いている。彼は次に1955年の同名映画のリメイク、犯罪コメディ映画『俺たちは天使じゃない』でショーン・ペンと共演した。2人はカナダに向かって逃亡する脱獄した受刑者を演じた。1年後、デ・ニーロはロマンチック・コメディ『アイリスへの手紙』でジェーン・フォンダと共演した。映画批評家たちは『俺たちは天使じゃない』にも『アイリスへの手紙』にも低評価を下した。現代のレビュー収集サイトRotten Tomatoesではそれぞれ47%と33%の支持となっている。

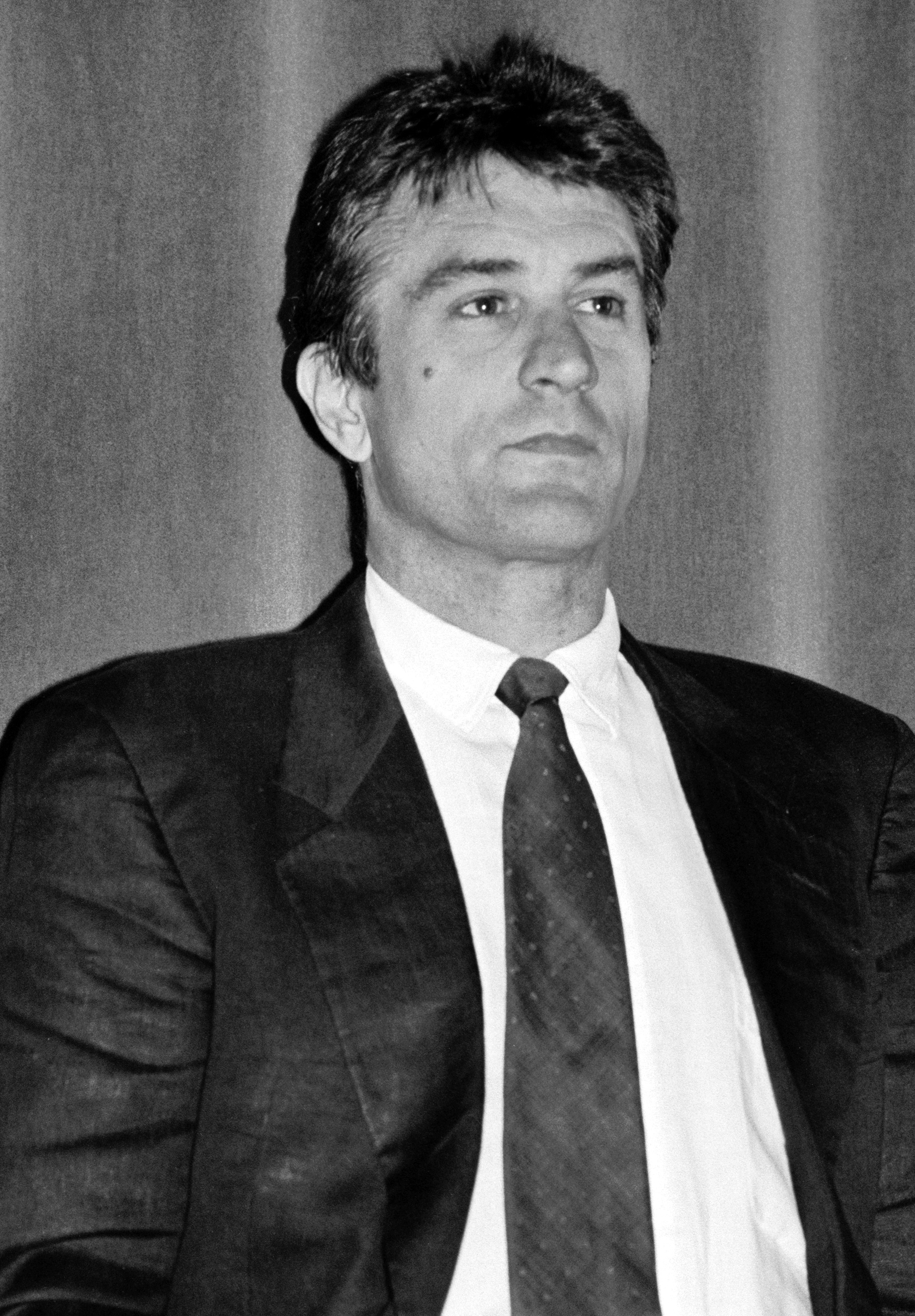
1988年、ドーヴィル映画祭におけるデ・ニーロ

1990年、デ・ニーロは犯罪映画『グッドフェローズ』でスコセッシと6度目のコラボレーションを果たした。この作品はニコラス・ピレッジによる1985年のノンフィクション『Wiseguy』の映画化であった。映画はギャング準構成員ヘンリー・ヒル（レイ・リオッタ）の人生や家族と友人を1955年から1980年までのスパンで描いている。デ・ニーロはアイルランド人のトラック強盗でギャングのジェームズ・コンウェイ役を演じた。『グッドフェローズ』は第47回ヴェネツィア国際映画祭でプレミア上映され、イタリアの批評家から「情熱的な」反応で迎えられた。しかし拡大公開されると興行収入は4600万ドルに留まった。『ローリング・ストーン』に寄稿したピーター・トラヴァースは出演者の演技を絶賛しデ・ニーロのキャラクターを「魅惑的な拘束力を持つ華麗な殺し屋」と呼んだ。『シカゴ・トリビューン』のジーン・シスケルも同じようにキャストの即興芝居に感銘を受け、「今年のベスト映画に難なく入る」と締めくくった。賞レースの時期になると、『グッドフェローズ』はアカデミー賞6部門にノミネートされ、デ・ニーロは英国アカデミー賞 主演男優賞にノミネートされた。2007年、アメリカン・フィルム・インスティチュートは本作をアメリカ映画ベスト100リスト10周年エディションの第92位に選出した。また、同じ1990年、デ・ニーロはペニー・マーシャル監督の『レナードの朝』にも出演した。 このドラマ映画はオリバー・サックスによる1973年の同名書籍を原作としており、1969年にレボドパという薬の有効性を発見し嗜眠性脳炎の患者に投薬したマルコム・セイヤー医師（ロビン・ウィリアムズ）を描いている。この作品はデ・ニーロへの主演男優賞を含むアカデミー賞3部門にノミネートされた。サックスはのちにこの映画について「大きく満足した。デ・ニーロは奇妙な方法でパーキンソン症候群患者を手探りで演じた。他のレベルで言えば、物事が幾分かセンチメンタルになり単純化されている」と述べた。
デ・ニーロの次の映画企画はドラマ映画『真実の瞬間』であり、彼はマッカーシズムとハリウッド・ブラックリストの時代にアメリカに戻る架空の映画監督デヴィッド・メリルを演じた。この作品は概ね好評価を受けた。デ・ニーロはその後ミステリドラマ映画『バックドラフト』で助演のベテラン放火犯罪捜査官を演じた。デ・ニーロの1991年の最大ヒットはスコセッシと7度目のタッグを組んだ1962年の映画のリメイク『ケープ・フィアー』だった。デ・ニーロは自身の弁護を担当した国選弁護人に復讐を誓う有罪となったレイプ犯マックス・ケイディを演じた。デ・ニーロの演技は広く賞賛された。『ニューズウィーク』のデヴィッド・アンセンはデ・ニーロが「映画を支配し、サイコパスの独善をおいしく、ブラックコメディ風に恐ろしく演じている」と評した。この作品は興行的に成功して1億8200万ドルを稼ぎ、デ・ニーロは第64回アカデミー賞で主演男優賞にノミネートされた。

### 1992年 - 1997年: 監督デビューと犯罪ドラマ
1992年、デ・ニーロは2本の映画に出演した。1作目はコメディ・ドラマ映画『ミストレス』で、冷徹なビジネスマン、エヴァン・ライト役を演じた。この時の演技について、インデペンデントの批評家はデ・ニーロが「ここしばらくの中で一番都会的で一貫性がある」と書いた。1950年のフィルム・ノワール映画のアーウィン・ウィンクラーによるリメイク『ナイト・アンド・ザ・シティ』が2作目である。彼はニューヨークの弁護士ハリー・フェビアン役で出演した。『エンターテインメント・ウィークリー』のオーウェン・グレイバーマンはこの作品に「B-」の評価を与えデ・ニーロを批判した。「かつて役柄の奥深くに入り込んだこの俳優はスクリーンを爆発させていた。今は内なる命を持っていないように見えるキャラクターを演じている」。次にデ・ニーロはミステリ・スリラー『サンダーハート』（1992年）で製作を担当した。1993年、デ・ニーロはコメディ・ドラマ映画『恋に落ちたら…』で犯罪現場写真家ウェイン・ドビーを演じユマ・サーマンやビル・マーレイと共演した。この作品は適度に評価され、デ・ニーロとマーレイの掛け合いは賞賛された。『ワシントン・ポスト』の批評家は「実際の友情がこの緊張感があり、面白い男性同士の絆の側面にあふれ出ている」と書いた。次にデ・ニーロはトバイアス・ウルフの回顧録を映画化した少年の成長物語『ボーイズ・ライフ』に出演した。エレン・バーキンとレオナルド・ディカプリオが共演した。デ・ニーロはウルフ（ディカプリオ）の養父ドワイト・ハンセンを演じ、この作品はほとんど高い評価を受けた。しかし『タイムアウト』は「ディカプリオがすべてを食った」と書いた。
デ・ニーロは組織犯罪の誘惑とコミュニティにおける人種差別、堅気の父親の価値観との間で引き裂かれるイタリア系アメリカ人の少年の成長物語『ブロンクス物語』（1993年）に出演し監督デビューも果たした。この作品にはチャズ・パルミンテリも出演しており、彼が自身の少年時代を元に執筆した戯曲が原作である。『ブロンクス物語』はトロント国際映画祭でプレミア上映され高い評価を得た。『オースティン・クロニクル』のマージョリー・バウムガルテンは「監督としてのデ・ニーロの選択はすべて慎重で地味であり、技術的なアッサンブラージュや賞賛されるスターよりもキャラクターや物語に注意を惹こうとしている」と書いた『バラエティ』のトッド・マッカーシーは映画の遅いスタートに問題提起したがデ・ニーロの「人種差別と暴力の不合理なルーツに対する感動的な繊細さ」を称えた。1年後、デ・ニーロは1818年のメリー・シェリーによる小説『フランケンシュタイン』の映画版で怪物を演じた。この作品は商業的に成功し全世界で1億1200万ドルを稼いだが、批評は一般的に批判意見で一致している。映画評論家ジェームズ・ベラーディネリは、映画は「狂気的な」ペースにもかかわらず面白くデ・ニーロは力強い演技を与えたと述べた。

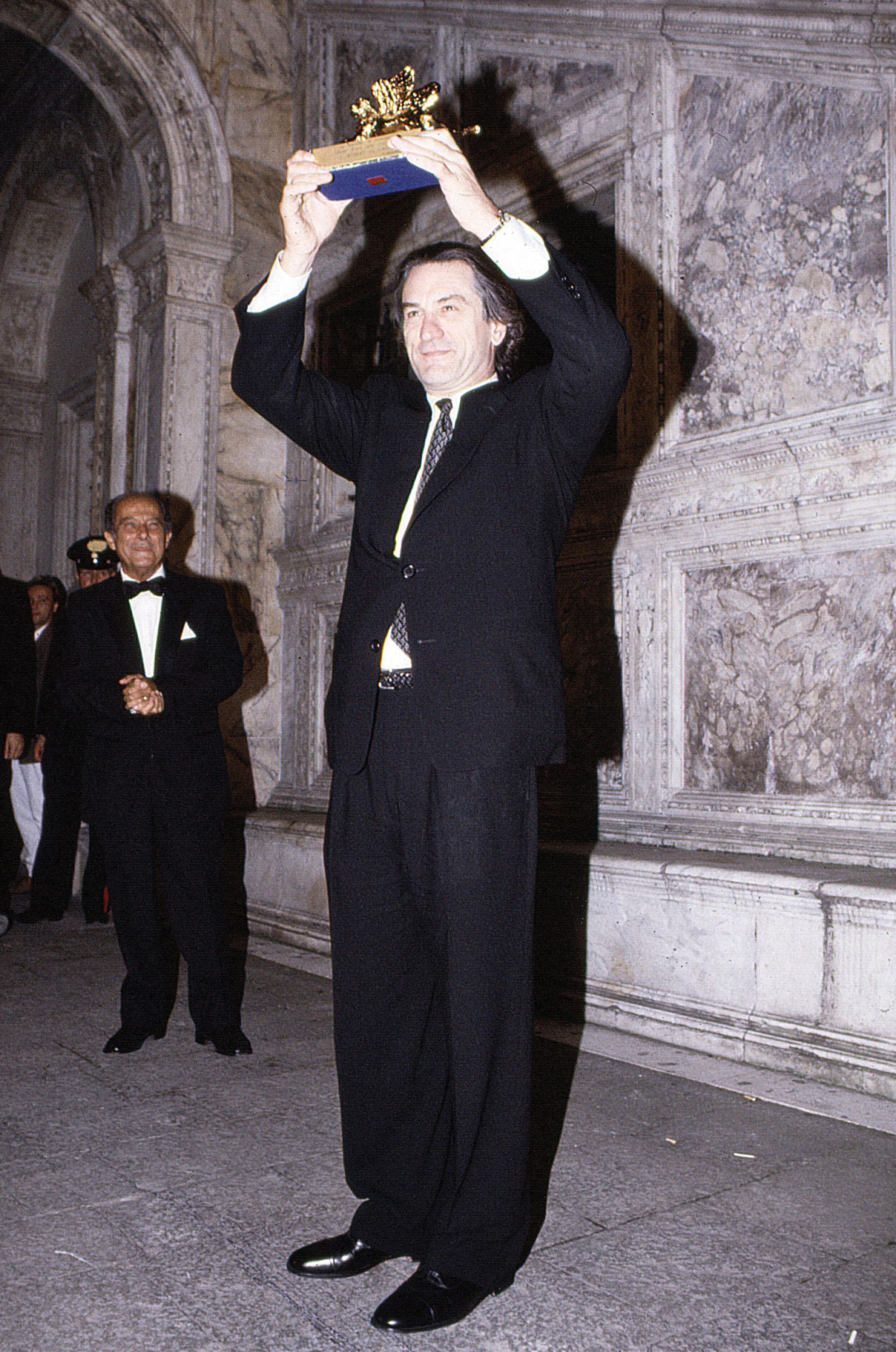
1993年、1993年ヴェネツィア国際映画祭におけるデ・ニーロ

スコセッシとの8作目の共作『カジノ』でデ・ニーロは犯罪ジャンルに復帰した。シャロン・ストーンやジョー・ペシと共演した本作はニコラス・ピレッジのノンフィクションを原作としている。デ・ニーロはマフィアとつながりのあるラスベガスのカジノ支配人サム・"エース"・ロススティーンを演じた。この作品はギャンブル帝国を巡る強欲、裏切り、富、地位、2つのマフィア間における殺人をテーマにサム・"エース"・ロススティーン、ニッキー・サントロ（ペシ）、トロフィーワイフ（ストーン）を描く。『カジノ』はほとんど好評価を受け全世界の興行収入でも成功した。ロジャー・イーバートは主演の「無意識の裏付けで役に憑依する」能力に感心した。『グローブ・アンド・メール』の批評家は「デ・ニーロはパラドックスを捉える非常に精緻な仕事をしている。それがこの映画の中心にある」と考えた。それからまもなく、デ・ニーロは1995年のプロの銀行強盗団を描く犯罪スリラー『ヒート』に出演した。デ・ニーロの出演作品を製作したことがあるアート・リンソンがまずデ・ニーロに脚本を送った。「脚本はとても良かった。力強く、特定の感情がある。現実性と信憑性がある」とデ・ニーロは述べた。アル・パチーノやヴァル・キルマーも出演した本作は広く賞賛された。『シカゴ・トリビュート』のマイケル・ウィルミントンはこう書いている。
デ・ニーロとパチーノはすべてを取り戻した。『ヒート』で彼らは映画俳優の高尚な戦後の伝統を現わしている。マーロン・ブランド、ジョン・カサヴェテス、ジェームズ・ディーンに触発された者たちだ。彼らは感情を恐れず、それを掴むためにシーンの入り口に飛び込んだ。同年代のジャック・ニコルソンやジーン・ハックマン、ハーヴェイ・カイテルらと同じく、彼らは負けず嫌いのマチズモに偏っている。その暗い階層を苦もなく探索している。 
1995年、デ・ニーロはフランスのコメディ『百一夜』とドラマ映画『パンサー』に脇役で出演した。1996年、デ・ニーロはピーター・エイブラハムズの同名小説を原作としたスポーツ・スリラー『ザ・ファン』に出演した。デ・ニーロは正気を失う熱狂的野球ファン、ギル・レナードを演じた。50作目の映画出演作品は『スリーパーズ』（1996年）だった。刑務所に送られ看守たちに虐待されて釈放後に復讐を狙う4人の少年を描いている。デ・ニーロは少年たちの導き役となるボビー・カリロ神父を演じた。その後、彼は『マイ・ルーム』（1996年）で白血病の女性（ダイアン・キートン）を治療するウォラス・カーター医師を演じた。イギリスの『エンパイア』への寄稿でボブ・マケイブは「演技は問題なく観ていられる。しかし切り捨てられた感情が映画を不完全な喜びにしてしまっている」と述べた。同じ1996年、デ・ニーロは犯罪コメディ『フェイスフル』を共同製作した。
翌年、デ・ニーロはジェームズ・マンゴールドの犯罪ドラマ映画『コップランド』に出演しシルヴェスター・スタローン、ハーヴェイ・カイテル、レイ・リオッタと共演した。デ・ニーロはニュージャージーの町で汚職を捜査する内務調査官のモー・ディルディン警部補役を演じた。この作品は概ね暖かく受け入れられたが、『サンフランシスコ・エグザミナー』のバーバラ・シュルガッサーはいくつかのシーンにおけるデ・ニーロの演技を批判し、マンゴールドがデ・ニーロを「製造者の状況」に置いて、才能を存分に発揮できないようにしたと推測した。デ・ニーロは『ウワサの真相/ワグ・ザ・ドッグ』（1997年）に出演し共同製作も担当した。この作品は偏見を持つパブリシスト（デ・ニーロ）と、大統領の性スキャンダルを隠蔽するためにアルバニアでの戦争をねつ造するハリウッド・プロデューサー（ダスティン・ホフマン）を描いている。1998年、公開から1か月後、クリントン＝ルインスキー・スキャンダルが見出しを独占し、映画の宣伝にも役立った。結果、『ウワサの真相/ワグ・ザ・ドッグ』は高評価を受け、ロジャー・イーバートは1997年のベスト映画リストに加えた。デ・ニーロは同年、クエンティン・タランティーノの『ジャッキー・ブラウン』で助演を務めた。

### 1998年 - 2006年: コメディの役、スリラー、スランプ

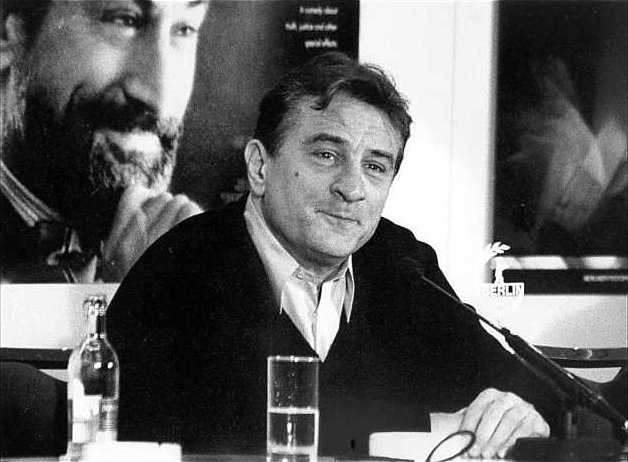
1998年のデ・ニーロ

デ・ニーロはチャールズ・ディケンズによる1861年の同名小説の現代映画版『大いなる遺産』に出演しアーサー・ラスティグを演じることで1998年のスタートを切った。その後同じ年、デ・ニーロの次の大役は忠誠の変容という迷路に迷いながら謎のブリーフケースを追うために雇われた元特殊部隊隊員の傭兵を描く『RONIN』（1998年）という形で来た。デ・ニーロはかつてCIAとつながりのあったアメリカ人サムを演じた。『RONIN』は1998年ヴェネツィア国際映画祭でプレミア公開され好評を博した。『ニューヨーク・タイムズ』のジャネット・マスリンはアクション・ヒーローとしてのデ・ニーロの自信に満ちた演技を絶賛した。1999年、デ・ニーロはハロルド・ライミスの『アナライズ・ミー』で犯罪コメディに再び挑んだ。彼は不安定なマフィアのボスを演じ、ビリー・クリスタルやリサ・クドローと共演した。 この作品は興行的にヒットし全世界で1億7600万ドルを稼いだ上、デ・ニーロはゴールデングローブ賞主演男優賞にノミネートされた。『フローレス』（1999年）においては、デ・ニーロは脳卒中に襲われゲイの歌手とリハビリを受けるホモフォビアの警官を演じた。BBCの批評家は5つ星のうち3つ星を与え、これまでの作品と比べてデ・ニーロが「爽快なほど控えめな」演技をしたと考えた。
2000年、デ・ニーロは自身として初の実写アニメーションコメディ『ロッキー&ブルウィンクル』にて製作と出演を務めた。デ・ニーロは独裁的で2人のギャングを雇うフィアレス・リーダーの声を演じた。この作品は批評的に失敗しRotten Tomatoesは43%の支持を与えている。デ・ニーロはアフリカ系アメリカ人初のアメリカ海軍マスター・ドライバー、カール・ブラシアの人生に基づいた『ザ・ダイバー』（2000年）でマスター・チーフ、"ビリー"・サンデーを演じた。この作品は賛否両論を受けたが『AP通信』のボブ・トーマスは「デ・ニーロは迫力を役に注ぎ込んでいる。彼のここ数年で最高の演技だ」と書いた。同じ年、デ・ニーロは『ミート・ザ・ペアレンツ』に出演してベン・スティラーと共演し、スティラーのキャラクターを嫌う元CIA諜報員を演じた。当時コメディの役を探していたデ・ニーロは製作パートナー、ジェーン・ローゼンタールの勧めもあり役に挑戦した。この作品は3億3000何ドルという高い興行収入を得た。映画批評家たちはコメディ俳優へのデ・ニーロの転換と観客を笑わせる能力を歓迎した。
コメディ数作品ののち、デ・ニーロは犯罪スリラー『15ミニッツ』の主役に落ち着いた。これは2人の東ヨーロッパの殺人犯を逮捕するために殺人課の刑事（デ・ニーロ）と消防保安官（エドワード・バーンズ）が協力する物語である。この作品は一般的に低評価を受け、『シアトル・ポスト・インテリジェンサー』のウィリアム・アーノルドは「大胆な誇張」を問題としたが、デ・ニーロは「故郷マンハッタンの貧困地帯でいつもの鋭い才能」を示したと書いた。デ・ニーロは続いてフランク・オズのヘイスト映画『スコア』（2001年）に出演してエドワード・ノートン、アンジェラ・バセット、マーロン・ブランドと共演した。彼は若い男（ノートン）に最後の仕事を一緒にするように迫られる引退間近の泥棒を演じた。公開後、『スコア』は批評家から高い評価を受けたが、『ニューヨーク・マガジン』のピーター・ライナーは、映画がデ・ニーロにとって挑戦ではなく才能を生かし切れていないと考えた。翌年、デ・ニーロはアクション・コメディ『ショウタイム』でロサンゼルス市警察の刑事を演じエディ・マーフィと共演した。『LA Weekly』の批評家は「デ・ニーロは実際に役を演じているのではなく自身の伝説に乗っかっているに過ぎない」と記し、『タクシードライバー』ネタは「安っぽい」と書いた。

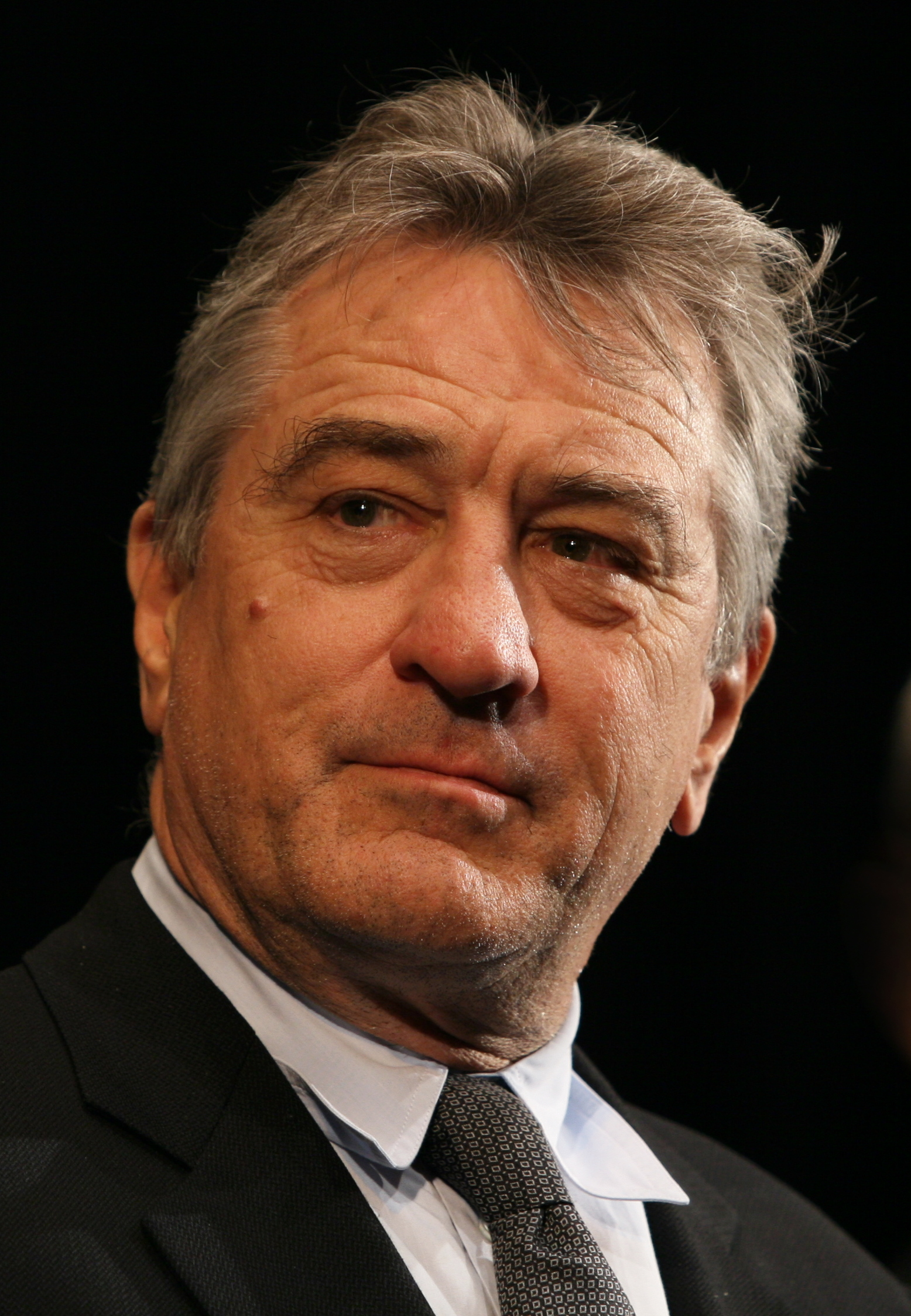
2008年、カルロヴィ・ヴァリ国際映画祭におけるデ・ニーロ

同じ2002年、デ・ニーロは『容疑者』で『ボーイズ・ライフ』の監督マイケル・ケイトン＝ジョーンズと再び仕事をした。フランシス・マクドーマンドやジェームズ・フランコと共演したデ・ニーロはこのドラマ映画で刑事を演じた。この作品は賛否両論を受け、劇場では上手くいかなかった。デ・ニーロは1999年の『アナライズ・ミー』の続編『アナライズ・ユー』（2002年）に出演した。撮影は9.11事件の7か月後にニューヨークで始まった。デ・ニーロは「ニューヨークの物語、ニューヨークの映画だ。いつもここで撮りたいと思っていたし、実際にできてうれしい」と述べ、ニューヨークでの撮影にこだわった。公開後、批評家はこの続編が弱いと感じた。CNNのポール・クリントンは「残念ながら結果はたくさんの一言ジョークを繋いでいるだけで、面白いものもそうでないものもある。実際の物語は決して始まらない」と記した。このような失敗の中で、デ・ニーロは批評的に絶賛されたロマンチック・コメディ『アバウト・ア・ボーイ』を製作し、CBSによる9.11事件をニューヨーク市消防局の観点から描いたドキュメンタリー『9/11』に出演した。
過去数十年の映画ほどドラマチックな映画に出演しなくなったことにより、デ・ニーロのキャリアはスランプに陥っていると評する批評家もいた。デ・ニーロは2004年にファンタジードラマ映画『アダム -神の使い 悪魔の子-』で銀幕に復帰した。2020年現在、この作品はデ・ノーロの最低評価作品である。Rotten Tomatoesは139の批評家レビューを元に4%の支持を与えている。デ・ニーロはドリームワークスのアニメーション映画『シャーク・テイル』に声の出演をした。ほとんどの批評家は評価しなかったが、興行的にはヒットした。『Stage Beauty』（2004年）を製作したデ・ニーロは2004年、『ミート・ザ・ペアレンツ』の続編『ミート・ザ・ペアレンツ2』で再びジャック・バーンズ役を演じた。『スラントマガジン』の批評家はデ・ニーロを酷評するレビューにおいて、「何度目かわからないセルフパロディでデ・ニーロは大げさに顔をゆがめ、険しい表情で嘘の威嚇をした」と書いた。『サン・ルイ・レイの橋』が2004年最後のデ・ニーロ映画だった。これはソーントン・ワイルダーの同名小説を原作としている。この作品も批評家に酷評された。
2005年、デ・ニーロはホラー映画『ハイド・アンド・シーク 暗闇のかくれんぼ』に出演し、ダコタ・ファニングと共演して、母親の死後トラウマを抱えた娘（ファニング）を連れて町を出るデヴィッド・キャラウェイ医師を演じた。この作品は興行的に成功したが、批評家の中にはデ・ニーロがミスキャストであると考える者もおり、平凡な映画への出演を決意したデ・ニーロに疑問を呈した。2006年、デ・ニーロは自分の第2作目を監督するために『ディパーテッド』の役を断った。そのスパイ・スリラー映画『グッド・シェパード』は形成期に成長するCIAの描いた架空の記録である。この映画でデ・ニーロは『レイジング・ブル』、『グッドフェローズ』、『ブロンクス物語』、『カジノ』で共演したジョー・ペシと再共演した。エリック・ロスの脚本に基づいた本作は、冷戦時代に育ちそれに憧れていたデ・ニーロにとって個人的な企画であった。ハリウッドの人気俳優マット・デイモン、アンジェリーナ・ジョリー、アレック・ボールドウィンが出演していたにもかかわらず、この作品は賛否両論の評価となった。『シドニー・モーニング・ヘラルド』に寄稿したサンドラ・ホールは遅いペース配分について「アメリカ史の面白い一面を秘めてはいるが、デ・ニーロは信じられないほど鈍いナイフでそれを削り出した」と記した。『USAトゥデイ』の批評家は最初のプロットが追いづらいものの、デ・ニーロを「感動的な個人物語を創造した」として賞賛した。『グッドシェパード』は第79回アカデミー賞でアカデミー美術賞にノミネートされた。2006年、最後に『アーサーとミニモイの不思議な国』で王の声を演じた。

### 2007年 - 2016年: さらなる映画出演
2007年唯一の出演作品はマシュー・ヴォーンのファンタジー冒険映画『スターダスト』で、1999年のニール・ゲイマンの小説を原作としている。彼は船長であるキャプテン・シェイクスピア役を演じた。この映画は概ね高く評価されたが、『ニューヨーク』のある批評家はデ・ニーロの演技が「すごくひどい。しかし頑張りによって賞賛を得ている」と考えた。翌年、デ・ニーロはポリスプロシーデュアル・スリラー映画『ボーダー』でアル・パチーノと共演した。2人は正義の手を逃れた犯罪者を次々と処刑する犯人を追うニューヨークの刑事を演じた。この映画への反応は主に悪かった。『サンフランシスコ・クロニクルズ』のピーター・ハルトラウプはストーリーにオリジナル性がなくデ・ニーロにはエネルギーがないと考えた。この作品は6000万ドルの予算で7800万ドルを稼いだ。次に、ハリウッドにおけるアート・リンソンの経験を基にした風刺コメディ映画『トラブル・イン・ハリウッド』（2008年）に出演した。この作品は2008年カンヌ国際映画祭でコンペティション部門外で上映された。『シドニー・モーニング・ヘラルド』は、「同情的」でこれまでより静かなデ・ニーロの役柄が理由でほとんどの批評家がこの映画に微妙な評価を与えたと述べた。2009年、デ・ニーロはジュゼッペ・トルナトーレの同名のイタリア映画のリメイク『みんな元気』でフランク・グッド役を演じた。映画の評価は賛否別れたが、『ガーディアン』の批評家は「長い間で初めての、彼の適切で観ていられる演技だ」とデ・ニーロの演技を評価した。

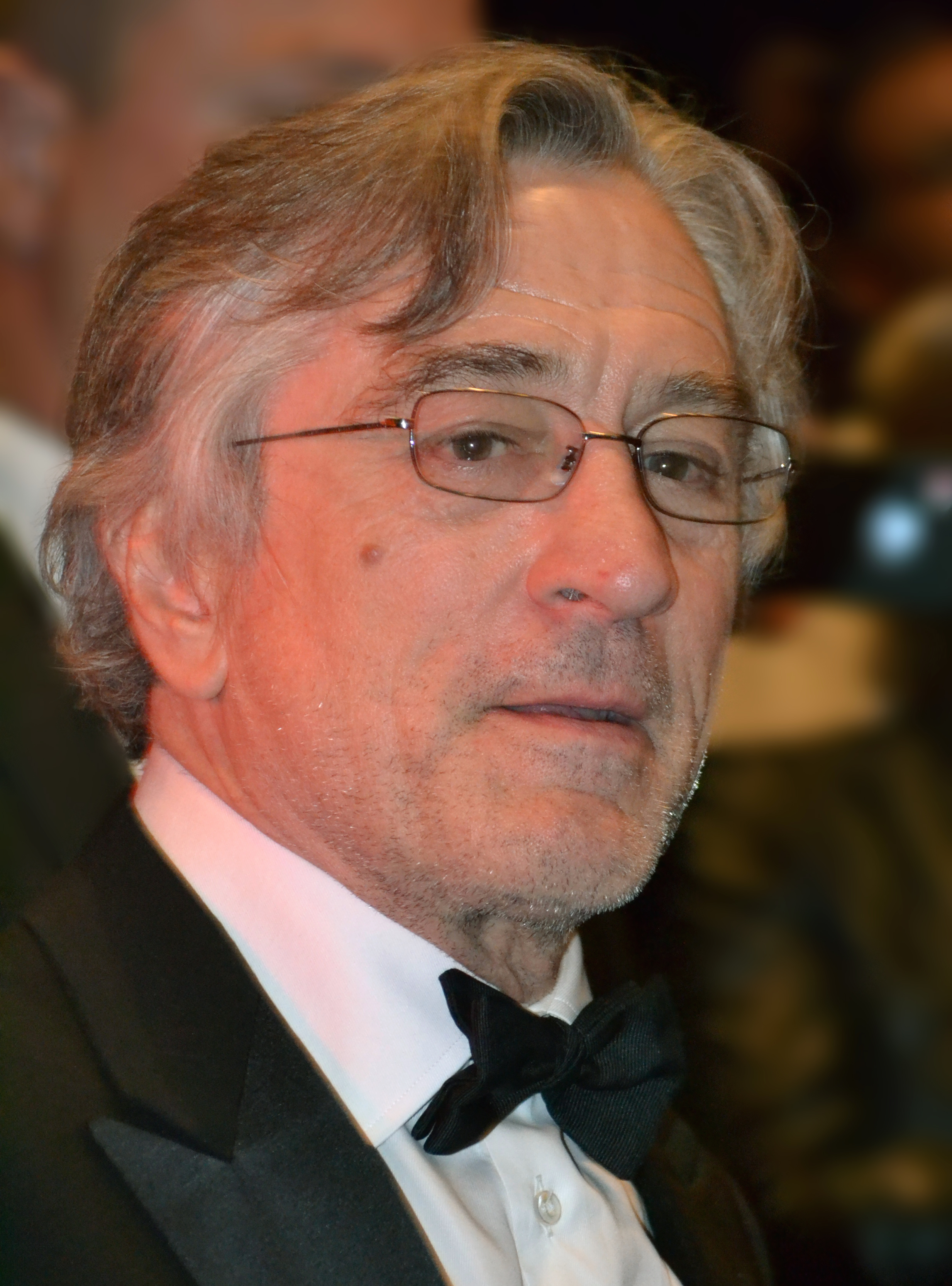
2011年、カンヌ国際映画祭におけるデ・ニーロ

2010年、デ・ニーロはアクション映画『マチェーテ』にジョン・マクラフリン上院議員役で助演した。同年、彼は『ストーン』でミラ・ジョヴォヴィッチやエドワード・ノートン（『スコア』でも共演）と共演した。この犯罪ドラマ映画でデ・ニーロは操られる保護司を演じた。この作品の評価は分かれた。『トロント・スター』の批評家は、デ・ニーロがジョヴォヴィッチのサポートによって尊敬に値する演技をしたと考えた。『スラントマガジン』の別の批評家ジェシー・カタルドは映画の制約について記し、デ・ニーロが同じ基本的なキャラクターを演じて繰り返していると考えた。次に彼はシリーズ3作目となる『ミート・ザ・ペアレンツ3』（2010年）に出演した。世界的に批評家から批判されたが、この作品は興行的に成功し、全世界で3億1000万ドルを稼いだ。あるレビューで、『デイリー・テレグラフ』は「滑稽な脚本にもかかわらず、デ・ニーロはこの家長のキャラクターを繊細に調整している」と書いた。この年、デ・ニーロは『復讐捜査線』 にキャスティングされたが、創造性の違いにより降板した。彼の役はレイ・ウィンストンが引き継いだ。
2011年、デ・－ロはイタリアのコメディ映画『昼下がり、ローマの恋』に出演した。彼は他にも『キラー・エリート』、『リミットレス』、『ニューイヤーズ・イブ』の3本に出演した。Rotten Tomatoesで69%の支持を得た『リミットレス』以外の2作は、賛否両論または批判された。デ・ニーロは2011年カンヌ国際映画祭で審査員長に選ばれ、2度目の役目を務めた。続く2012年、デ・ニーロはニック・フリンの回顧録『路上の文豪、酔いどれジョナサンの「幻の傑作」』を原作としたドラマ映画『ロバート・デ・ニーロ エグザイル』に出演した。賛否が分かれ、A・O・スコットは疎遠となった（ポール・ダノの）父親を演じるデ・ニーロの演技力に疑問を示し、不明確なプロットにもかかわらず「予測不可能で微妙」と呼んだ。デ・ニーロはスリラー映画『レッド・ライト』と『フリーランサー NY捜査線』（ともに2012年）に出演した。
デ・ニーロはロマンチック・コメディ映画『世界にひとつのプレイブック』（2012年）で初めてデヴィッド・O・ラッセル作品に出演した。彼は精神病院から解放され両親とともに暮らして人生の立て直しを図るパット・ソリター（ブラッドリー・クーパー）の父親を演じた。この作品は批評的にも興行的にもヒットし、デ・ニーロへの助演男優賞ノミネートを含む8部門でアカデミー賞にノミネートされた。この作品は全世界で2億3600万ドルを稼いだ。批評家はキャスト全員を絶賛し、『バラエティ』のジャスティン・チャンはデ・ニーロの抑えた演技について「前に彼がスクリーンでここまで苦もなく人をきつけ、リラックスしていたのはいつだったか思い出すのが難しい」と書いた。2012年、デ・ニーロはテレビシリーズ『NYC 22』のエグゼクティブ・プロデューサーを務めた。
2013年、デ・ニーロは次に『グリフィン家のウエディングノート』、『キリングゲーム』、『マラヴィータ』にキャスティングされた。3作とも主に否定的な反応で迎えられた。2013年は他にも『ラストベガス』し評価するレビューもあった。マイケル・ダグラス、モーガン・フリーマン、ケヴィン・クライン、メアリー・スティーンバージェンらと共演した本作は、引退した3人がラスベガスに行き、最後の独身の友人のバチェラー・パーティーを行うストーリーである。デ・ニーロの演技に対する厳しい意見として、『The A.V. Club』の批評家は「デ・ニーロのキャリアの最低点のひとつである」と見なした。それからまもなく、デ・ニーロは『リベンジ・マッチ』でシルヴェスター・スタローンと共演し、最後の試合のためにリングに復帰する年老いたボクサーを演じた。デ・ニーロとスタローンは以前『コップランド』でも共演した経験がある。2014年、彼は犯罪スリラー映画『ザ・バッグマン 闇を運ぶ男』に出演した。同年、デ・ニーロは父親ロバート・デ・ニーロ・シニアに関するドキュメンタリー映画『Remembering the Artist Robert De Niro Sr.』に出演し、HBOで放送された。2015年、デ・ニーロはナンシー・マイヤーズの『マイ・インターン』に出演してアン・ハサウェイと共演した。『ロサンゼルス・タイムズ』のマーク・オルセンは「デ・ニーロは新鮮なリラックスした明るさを演技に持ち込み、スペンサー・トレイシーの荒々しい魅力を帯びている」と記した。彼の演技は第21回クリティクス・チョイス・アワードでコメディ男優賞ノミネートを受けた。
2015年にはまた、スコセッシ監督の『オーディション』とJR監督の『エリス』という2本の短編映画に出演した。『タイム・トゥ・ラン』ではフランシス・"ザ・ポープ"・シルヴァ役を演じヘイスト・ジャンルに復帰した。この作品は興行的に成功しなかった。デ・ニーロはアメリカの発明家ジョイ・マンガーノを描いた伝記ドラマ映画『ジョイ』に出演し、ジェニファー・ローレンスやブラッドリー・クーパーと再び共演した。この作品は概して賛否両論を受けた。2016年、デ・ニーロは『ダーティ・グランパ』に出演し、春休み中に孫（ザック・エフロン）とフロリダ州に行く祖父を演じた。公開されると、この作品は世評で不快と言われる内容によって極端な評価を受けた。複数の批評家による2016年最悪の映画リストに名を連ねた。デ・ニーロはパナマの元プロボクサー、ロベルト・デュランのキャリアを描いた伝記スポーツ・ドラマ映画『ハンズ・オブ・ストーン』（2016年）にも出演した。この年最後の出演作品は『The Comedian』であり、映画製作者の功績を称える映画祭AFIフェストでプレミア上映された。

### 2017年 - 現在: 復活とスコセッシとの再タッグ
2017年、デ・ニーロはバリー・レヴィンソンのHBO映画『嘘の天才 〜史上最大の金融詐欺〜』でバーニー・マドフを演じ、その演技で批評家の絶賛を受けてプライムタイム・エミー賞主演男優賞（リミテッド・シリーズ/テレビ映画部門）ノミネートを受けた。2019年、『サタデー・ナイト・ライブ』の様々なエピソードで、デ・ニーロはドナルド・トランプ役のアレック・ボールドウィンとともにロバート・モラー役を演じて賞賛を受けプライムタイム・エミー賞主演男優賞（コメディ・シリーズ部門）ノミネートを受けた。エイヴァ・デュヴァーネイの絶賛された限定シリーズ『ボクらを見る目』ではプロデューサーとしてエミー賞ノミネートを受けた。
2019年、デ・ニーロは『バットマン』のキャラクター、ジョーカー（ホアキン・フェニックス）のオリジンストーリーであるかもしれないトッド・フィリップス監督の『ジョーカー』でトーク番組の司会者マレー・フランクリン役を演じて銀幕に復帰した。この作品は商業的に成功し、11部門でアカデミー賞ノミネートを受けた。同じ年、デ・ニーロはチャールズ・ブラントによる2004年の本『I Heard You Paint Houses』を原作にした『アイリッシュマン』でスコセッシと再びタッグを組んだ。2人が組むのは9作目であり、1995年の『カジノ』以来のことであった。アル・パチーノ、ハーヴェイ・カイテル、ジョー・ペシらと再び共演した。この作品は批評家に絶賛された。『デイリー・テレグラフ』のロビー・コリンはデ・ニーロの「センセーショナルな」演技と以前にも共演した他の出演者たちと醸し出す雰囲気を褒め称えた。『バラエティ』の批評家は雰囲気について記し、デ・ニーロを「見事」と表現したが、作品の特殊効果が弱点であるとした。
2020年9月、デ・ニーロはコメディ短編映画『Father of the Bride Part 3(ish)』（『花嫁のパパ』シリーズ）に出演した。この短編には他にもダイアン・キートン、スティーヴ・マーティン、キーラン・カルキン、フローレンス・ピューらが出演した。同じ年、デ・ニーロはジョージ・ギャロ監督による犯罪コメディ映画『カムバック・トゥ・ハリウッド!!』に出演した。デ・ニーロはジェームズ・グレイ監督の半自伝的映画『アルマゲドン・タイム ある日々の肖像』にキャスティングされていたが、製作が始まる頃には降板していた。2021年1月、デ・ニーロは歴史コメディ映画『アムステルダム』にサインし退役軍人を演じた。クリスチャン・ベイル、マーゴット・ロビー、ジョン・デヴィッド・ワシントン、マイケル・シャノン、マイク・マイヤーズ、ティモシー・オリファント、アニャ・テイラー＝ジョイらのアンサンブル・キャストで2022年10月に公開された。『サウスチャイナ・モーニング・ポスト』のレビュアーはデ・ニーロが「将軍役に正しい重々しさを持ち込んだ」と考えた。
デ・ニーロは2022年12月2日公開の『Savage Salvation』でチャーチ保安官を演じた。2023年、デ・ニーロはデヴィッド・グランの本『花殺し月の殺人 インディアン連続怪死事件とFBIの誕生』の映画版『キラーズ・オブ・ザ・フラワー・ムーン』で牛飼いウィリアム・ヘイルを演じる。レオナルド・ディカプリオやリリー・グラッドストーンと共演する。この作品の2億ドルという制作費のため、監督のスコセッシは製作や配給にNetflixやApple TV+を望んだと報じられた。2020年5月、Apple TVはパラマウント・ピクチャーズと共同出資、共同配給すると発表した。2023年、デ・ニーロはコメディ映画『About My Father』とテレビシリーズ『Nada』に出演する。2022年8月、デ・ニーロはワーナー・ブラザースによるバリー・レヴィンソン監督のマフィア・ドラマ映画『Wise Guys』への出演契約を結んだ。

## 評価とその後
複数のジャーナリストが、デ・ニーロを同年代の中で最高の俳優の一人であるとしている。『GQ』のジョン・ノートンはデ・ニーロが「我々が俳優に期待するものを再定義した」と表現した。A・O・スコットはデ・ニーロが「自身を変身させている。肉体も声も精神も - それぞれの新しい役で。そしてその過程で、我々の目の前で、演技の技を再発明した」と述べた。早い段階では1977年に『ニューズウィーク』がこの俳優が「役になりきる、刺激的、感動的、驚異的な変身の衝撃を与える」と記している。伝記作家ダグラス・ブロードはデ・ニーロの多才さとあらゆる役になり切る能力を絶賛したが、ポーリン・ケイルは『レイジング・ブル』のような映画で自己を「変形させる」ことが気に入らないと1983年に発言した。なぜこのような役に挑戦するのかと問われたデ・ニーロは、「現実の人生で責任を負うことなく、別のキャラクターに成り切って彼の人生を経験するため。自分ではやる勇気がないことをやってみるためのチープな方法だ」と答えた。
2009年、デ・ニーロは「アメリカ最高の映画俳優の一人、ロバート・デ・ニーロは演じる役に伝説的な献身を果たし世界でも主要な映画祭を共同設立した」というコメントともにケネディ・センター名誉賞を受賞した。このイベントではマーティン・スコセッシやメリル・ストリープがデ・ニーロを祝った。2016年、デ・ニーロはバラク・オバマ大統領から大統領自由勲章を授与された。オバマは「この舞台にいる全員が力強く個人的に感動させてくれた。私が今の自分になるのを助けてくれた人たちだ」と話した。ホワイトハウス報道官ジョシュ・アーニストは「授与される者たちがこれに
ふさわしいことに議論の余地はない」と付け加えた。
デ・ニーロ映画の多くがアメリカ映画のクラシックとなり、2022年時点で6作品がアメリカ国立フィルム登録簿に登録されている。5作品がアメリカン・フィルム・インスティチュート（AFI）のアメリカ映画ベスト100にランクインしている。デ・ニーロとジェームズ・ステュアートはAFIリストに最も頻繁に登場する俳優である。業界の俳優が選んだ『タイムアウト』のベスト100リストにはデ・ニーロの7作本が選ばれている。2006年、デ・ニーロは台本、衣装、プロップを含む映画関連のコレクションをテキサス大学オースティン校のハリー・ランサム・センターに寄付した。処理と目録作りに2年以上かかったこのコレクションは2009年に一般公開された。

### 演技のスタイル
出演前に事前準備を怠らない俳優であり、数多くの逸話が残っている。こうしたストイックな役作りから「デ・ニーロ・アプローチ」という言葉が生まれた。
- 『ゴッドファーザー PART II』では、シチリア島に住んで、シチリア訛りのイタリア語をマスターした後に、マーロン・ブランドのしゃがれ声を完璧に模倣した[226]。
- 『タクシードライバー』では3週間、ニューヨークでタクシードライバーとして働いた[227]。
- 『ディア・ハンター』では、物語の舞台となったピッツバーグに撮影数か月前から偽名で暮らしていた。さらに鉄工所で働こうとしたが、現地の人に拒否されたという[226]。
- 『レイジング・ブル』では実在したミドル級ボクサージェイク・ラモッタの鍛え抜かれた肉体を披露し、その後、引退後の姿を表現するために体重を20キロも増やした[14]。このためイタリアに赴いて、現地のあらゆるレストランを食べ歩いた[226]。
- 主人公がユダヤ人の『ワンス・アポン・ア・タイム・イン・アメリカ』では、ユダヤ人家庭にホームステイした。
- 『アンタッチャブル』では頭髪をそり上げ、アル・カポネを演じた。体重は直後に別の映画出演が決まっていたので太るわけにいかず、ボディスーツを着用したが、顔だけは太らせて撮影に臨んだ[226]。
- 『ロバート・デ・ニーロ エグザイル』でホームレス役で出演するため、役づくりのためにホームレス施設に潜入した[228]。

### ファン・ソング
1984年、イングランドのガール・グループ、バナナラマのファン・ソング『愛しのロバート・デ・ニーロ』が全英シングルチャートの3位にランクインし、12週間チャートに留まり続けた。

### 栄誉
- 1993年 – ヴェネツィア国際映画祭栄誉金獅子賞
- 1997年 – モスクワ国際映画祭名誉賞
- 2001年 – ゴッサム賞生涯功労賞
- 2003年 – AFI生涯功労賞
- 2009年 – ケネディ・センター名誉賞
- 2011年 – ゴールデングローブ賞 セシル・B・デミル賞
- 2013年 – サンタバーバラ国際映画祭カーク・ダグラス賞
- 2016年 – 大統領自由勲章
- 2017年 – リンカーン・センター映画協会ガラ・トリビュート
- 2019年 – ナショナル・ボード・オブ・レビュー アイコン賞
- 2020年 – 全米映画俳優組合賞生涯功労賞
- 2025年 - カンヌ国際映画祭名誉パルム・ドール[230]

### イタリア名誉市民権
2005年にイタリアのシルヴィオ・ベルルスコーニ首相が彼を「著名なイタリア系移民」として表彰しようとしたが、一部市民団体がデ・ニーロは『ゴッドファーザー』などで「イタリア＝マフィア」のマイナスイメージを植え付けた人物だとして抗議した。紆余曲折の末、2006年のローマ映画祭の最終日のセレモニーの際に名誉市民権が授与された。

### 博士号
2012年5月にはベイツ大学より博士号を授与された。

## ビジネスへの関心
1989年、デ・ニーロとパートナー、ジェーン・ローゼンタールはトライベッカ映画祭を運営する映画製作会社トライベッカ・プロダクションズを共同設立した。デ・ニーロはマンハッタン、トライベッカのグリーンウィッチ通り375（フランクリン通り）に新アメリカ料理レストラン、トライベッカ・グリルを（ブロードウェイ・プロデューサー、スチュワート・F・レーンと共同で）所有している。1990年にオープンした。彼はトライベッカにあるグリーンウィッチ・ホテルのオーナーでもある。デ・ニーロはパートナー、メイヤ・テパーやシェフ松久信幸とNOBUレストランやホテルと共同所有している。最初のノブホテルは2013年にラスベガスのシーザーズ・パレス内にオープンした。2年後、2つめのノブホテルがフィリピン、マニラのシティ・オブ・ドリームズにオープンした。2015年、デ・ニーロは億万長者ジェームズ・パッカーとパートナーになり、パッカーは1億ドルでノブの権利20%を手に入れた。デ・ニーロはバーブーダ島に豪華なリゾート建築を計画する会社パラダイス・ファウンド・ノブ・リゾートのステークホルダーである。このバーブーダ島豪華リゾート計画は、バーブーダ土地収用法に抵触するため、バーブーダ島の住人やバーブーダ民衆運動によって非難されている。

## 活動
1998年、デ・ニーロはビル・クリントン大統領の弾劾に反対するロビー活動をアメリカ合衆国議会に対して行った。
2012年、デ・ニーロは反水圧破砕法キャンペーン、アーティスツ・アンチ・フラッキングに参加した。

## 私生活

### 交際

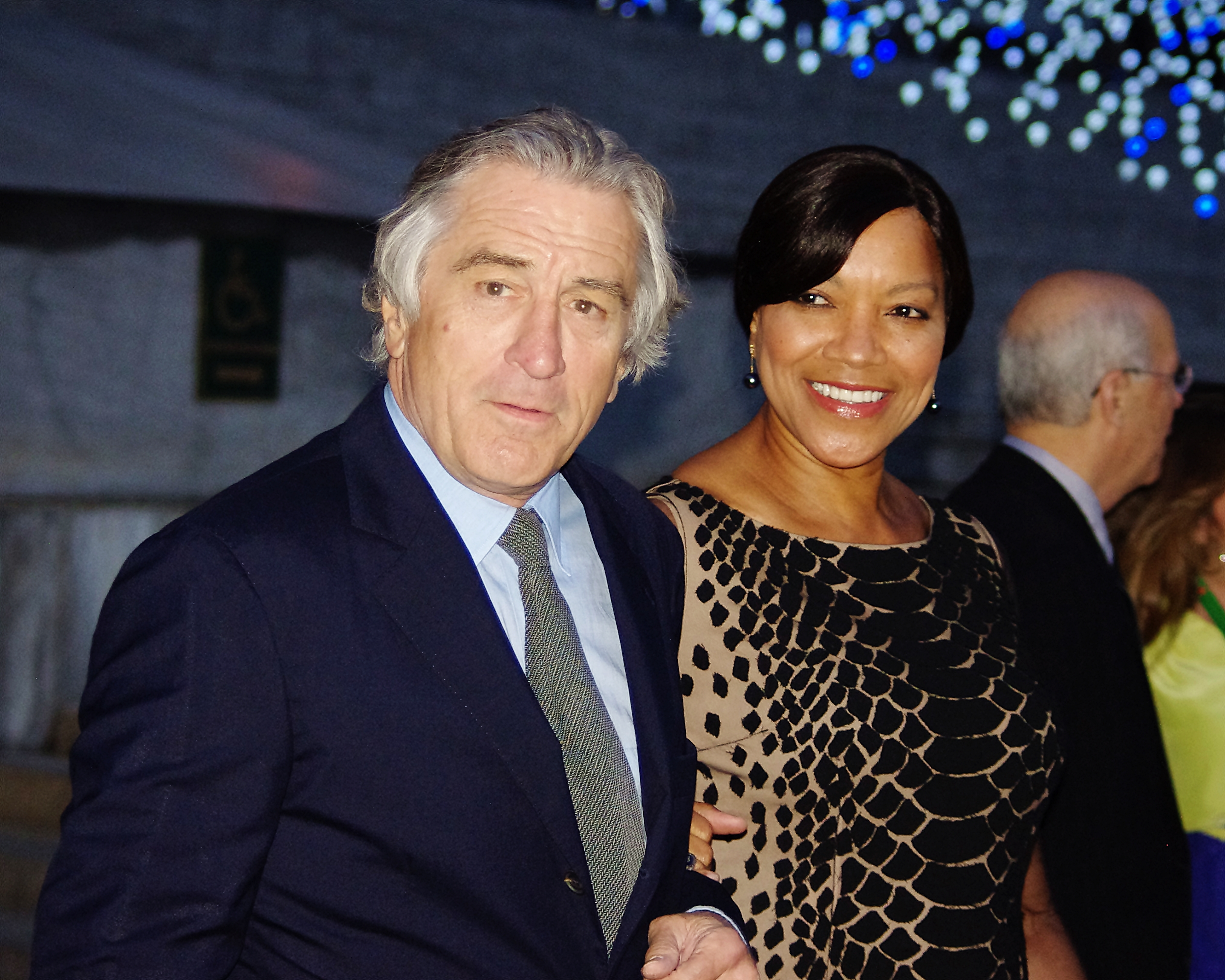
2012年4月、デ・ニーロとグレイス・ハイタワー

デ・ニーロは1976年に女優ダイアン・アボットと結婚した。2人は息子ラファエル（ニューヨークの不動産業界で働く元俳優）をもうけた。デ・ニーロはまた、アボットが以前の交際でもうけた娘ドレナ・デ・ニーロを養子にした。1988年にデ・ニーロとアボットは離婚した。その後はモデル、タウキー・スミスと1988年から1996年まで交際した。デ・ニーロには1995年に体外受精と代理母出産でもうけた双子の息子ジュリアンとアーロンがいる。
1997年、デ・ニーロは女優グレイス・ハイタワーと結婚した。息子エリオットが1998年に生まれたが、2人は1999年に別れた。しかし離婚は成立しておらず、2004年には復縁した。2011年12月、代理母出産によって娘が生まれた2014年、デ・ニーロとハイタワーはセントラル・ウェスト15にある6,000平方フィート（557平方メートル）で5つの寝室があるアパートメントに移った。4年後、20年の結婚生活ののち、デ・ニーロとハイタワーが別れたことが報じられたデ・ニーロには4人の孫がいる。1人は娘ドレナの子供で、3人は息子ラファエルの子供である。2021年4月、リモートで行われた離婚審議の際、デ・ニーロの弁護士はマンハッタンの判事に、デ・ニーロが「ハイタワーをサポートし、滞納税金を精算するため」に「維持できないペースで働いている」と主張した。ハイタワーの弁護士は、夫婦が2018年に離婚を申請して以来、デ・ニーロが取り決められたハイタワーへの支払いを「不当に減らしている」と主張した。

### 家族
孫のレアンドロ・デ・ニーロ・ロドリゲスはアカデミー賞作品賞にノミネートされた映画『アリー/ スター誕生』（2018年）に出演するなど将来を期待される若手俳優だったが、19歳の若さでフェンタニルの過剰摂取により、2023年7月2日に死去している。同月13日、レアンドロにフェンタニルを販売した容疑で、薬物の売人の女が逮捕されている。

### 健康
2003年10月、デ・ニーロは前立腺癌であると診断された。彼は2003年12月にスローアン＝ケタリング記念癌センターで手術を受けた。

### 住居と国籍
デ・ニーロは長期のニューヨーク市民であり、1989年からはトライベッカ地区に投資している。彼はマンハッタンの東と西に財産を有している。デ・ニーロはまた、32-ヘクタール (78-エーカー)の不動産を主な居住地であるニューヨーク、ガーディナーに所有している。
2006年、デ・ニーロはサンズ・オブ・イタリーの反対にもかかわらずイタリアの市民権を得た。サンズ・オブ・イタリーはデ・ニーロが犯罪者を演じることでイタリア人のパブリック・イメージを傷つけたと考えていた。

### ワクチンへのスタンス
2016年、デ・ニーロは当初、物議を醸したドキュメンタリー映画『MMRワクチン告発』を2016年トライベッカ映画祭で上映することを擁護していた。デ・ニーロはこの映画に対する興味は自閉症の息子エリオットとの個人的な経験によるものだと説明した。映画祭主催者たちと科学コミュニティによる会議ののち、この映画の出品はスケジュールから取り下げられた。この出品作品取り消し問題についての書面の中でエリオットが自閉症だと発表し、エリオットの自閉症の原因はワクチン接種による薬害であると主張している。2017年2月、デ・ニーロは反ワクチン非営利団体チルドレンズ・ヘルス・ディフェンスの議長ロバート・F・ケネディ・ジュニアとの共同プレゼンテーションに出席し、ワクチンの安全性に対する懸念について話し合った。デ・ニーロは自身が反ワクチンではないが、その効果に疑問を持っていると話した。

### 暗殺未遂
2018年10月、デ・ニーロは郵便爆弾事件の標的となった。爆弾はマンハッタンの彼の製作会社も入っているトライベッカ・グリルで発見された。FBIによれば、似たような爆弾がバラク・オバマ、ヒラリー・クリントン、ジョー・バイデン、エリック・ホルダー元司法長官、ジョン・ブレナン元CIA長官といった有名な政治家にも送りつけられたという。

## 法的問題
1998年2月、デ・ニーロは国際売春グループとの関与について、フランス警察に拘留された。デ・ニーロは一切の関与を否定した。彼はのちに「調査における秘密の侵害」であるとして治安判事に不満を述べた。デ・ニーロはフランスへは戻らないと話したが2011年カンヌ国際映画祭など、以降も何度か訪れている。
1999年、デ・ニーロはBCプライバシー法第3条（Section 3）に抵触するとして、バンクーバーにある「デ・ニーロズ・スーパー・クラブ」を訴えると脅した。このレストランは名前を「Section (3)」へと変えた。
2006年、デ・ニーロのガーディナーの不動産を所有する土地信託が、固定資産税の査定額を減らすために町を訴えた。600万ドルは高額すぎるとして、ガーディナーが位置するアルスター郡の似たような土地のみと比較されるべきであると主張した。ハドソン川沿いのダッチェス郡やコネチカット州リッチフィールド郡の似たような不動産（このような土地には他の裕福なニューヨーク居住者が広い土地に不動産を有している）と比較していた町が州の最高裁判所で勝利した。2014年、土地信託の弁護士は控訴し、町は経済的な制約により訴訟を続けるべきかどうか迷っていた（増額された税金の支払いよりも法的費用のコストの方がはるかに高く付くため）。これにより当初はデ・ニーロに同情していた多くの住人が怒りを感じ、中には町が訴訟を続けるために個人的に募金を募る者もいた。この論争は『ニューヨーク・タイムズ』で報道された。ガーディナー町の委員ウォーレン・ウィーガンドはネガティブな広報により「それを読んだ彼（デ・ニーロ）は激怒した」と話した。彼は訴訟が起こされていたことを知らなかった。信託の会計士は信認義務を引用して責任を取った。それからまもなく、デ・ニーロは訴訟から手を引き、町の合法な129,000ドルの請求を払い戻すように弁護士トム・ハーヴェイに指示した。ハーヴェイは「デ・ニーロは町をめちゃくちゃにしたくはない」とウィーガンドに伝えた。
2019年8月、デ・ニーロの会社カナル・プロダクションズは元従業員グレアム・チェイス・ロビンソンに対して、600万ドルの訴訟を起こした。ロビンソンが会社の資金を不正に使って信認義務を破ってニューヨークの不誠実な使用人の法務に違反し、勤務時間中に何時間もNetflixを観ていたという。2019年10月、ロビンソンはハラスメントと性差別を受けたとして、デ・ニーロを相手取って訴訟を起こした。

## フィルモグラフィ
※役名の太字表記は主演。

### 映画
| 年   | 題名                                                                                  | 役名                                           | 備考                                                                               | 日本語吹替                                      |
| ---- | ------------------------------------------------------------------------------------- | ---------------------------------------------- | ---------------------------------------------------------------------------------- | ----------------------------------------------- |
| 1965 | マンハッタンの哀愁 Trois chambres à Manhattan                                         | ダイナーの客                                   |                                                                                    |                                                 |
| 1968 | ロバート・デ・ニーロのブルーマンハッタン/BLUE MANHATAN2・黄昏のニューヨーク Greetings | ジョン・ルービン                               |                                                                                    |                                                 |
| 1969 | ロバート・デ・ニーロのスワップ Sam's Song                                             | サム                                           |                                                                                    |                                                 |
| 1969 | 御婚礼 ザ・ウェデング・パーティー The Wedding Party                                   | セシル                                         |                                                                                    |                                                 |
| 1970 | 血まみれギャングママ Bloody Mama                                                      | ロイド・ベイカー                               | 曽我部和恭                                                                         |                                                 |
| 1970 | ロバート・デ・ニーロのブルーマンハッタン/BLUE MANHATAN1・哀愁の摩天楼 Hi, Mom!        | ジョン・ルービン                               |                                                                                    |                                                 |
| 1971 | 生き残るヤツ Born to Win                                                              | ダニー                                         | 富山敬                                                                             |                                                 |
| 1971 | The Gang That Couldn't Shoot Straight                                                 | マリオ                                         | N/A                                                                                |                                                 |
| 1973 | バング・ザ・ドラム Bang the Drum Slowly                                               | ブルース・ピアーソン                           |                                                                                    |                                                 |
| 1973 | ミーン・ストリート Mean Streets                                                       | ジョン・“ジョニー・ボーイ”・シベロ             |                                                                                    |                                                 |
| 1974 | ゴッドファーザー PART II The Godfather: Part II                                       | 回想で登場する若きドン・ヴィトー・コルレオーネ | 青野武（日本テレビ版） 山野井仁（DVD版、Blu-ray版）                                |                                                 |
| 1976 | タクシードライバー Taxi Driver                                                        | トラヴィス・ビックル                           | 津嘉山正種（TBS版） 宮内敦士（ソフト版） 青野武（機内上映版）                      |                                                 |
| 1976 | 1900年 1900                                                                           | アルフレード・ベルリンギエリ                   | 松橋登                                                                             |                                                 |
| 1976 | ラスト・タイクーン The Last Tycoon                                                    | モンロー・スター                               |                                                                                    |                                                 |
| 1977 | ニューヨーク・ニューヨーク New York, New York                                         | ジミー・ドイル                                 | 野沢那智                                                                           |                                                 |
| 1978 | ディア・ハンター The Deer Hunter                                                      | マイケル・“マイク”・ヴロンスキー               | 山本圭                                                                             |                                                 |
| 1980 | レイジング・ブル Raging Bull                                                          | ジェイク・ラモッタ                             |                                                                                    |                                                 |
| 1981 | 告白 True Confessions                                                                 | デスモンド・“デス”・スペラシー神父             | 谷口節                                                                             |                                                 |
| 1983 | キング・オブ・コメディ The King of Comedy, mit Jerry Lewis                            | ルパート・パプキン                             | 富山敬                                                                             |                                                 |
| 1984 | ワンス・アポン・ア・タイム・イン・アメリカ Once Upon a Time in America                | デヴィッド・“ヌードルス”・アーロンソン         | 津嘉山正種（テレビ朝日版） 隆大介（DVD版） 麦人（VHS版）                           |                                                 |
| 1984 | 恋におちて Falling in Love                                                            | フランク・ラフティス                           | 大和田伸也                                                                         |                                                 |
| 1985 | 未来世紀ブラジル Brazil                                                               | アーチボルド・ハリー・タトル                   | 池田勝                                                                             |                                                 |
| 1986 | ミッション The Mission                                                                | ロドリゴ・メンドーザ                           | 内海賢二                                                                           |                                                 |
| 1987 | エンゼル・ハート Angel Heart                                                          | ルイス・サイファー                             | 津嘉山正種（フジテレビ版） 瑳川哲朗（テレビ朝日版）                                |                                                 |
| 1987 | アンタッチャブル The Untouchable                                                      | アル・カポネ                                   | 小林清志（フジテレビ版） 池田勝（テレビ朝日版、ソフト版） 小川真司（テレビ東京版） |                                                 |
| 1988 | ミッドナイト・ラン Midnight Run                                                       | ジャック・ウォルシュ                           | 池田勝（テレビ朝日版） 樋浦勉（VHS版）                                             |                                                 |
| 1989 | ジャックナイフ Jacknife                                                               | ジョゼフ・“ジャックナイフ”・メグス             |                                                                                    |                                                 |
| 1989 | 俺たちは天使じゃない We're No Angels                                                  | ネッド                                         | 兼製作総指揮                                                                       | 堀勝之祐                                        |
| 1990 | アイリスへの手紙 Stanley & Iris                                                       | スタンリー・エヴェレット・コックス             |                                                                                    | 安原義人                                        |
| 1990 | グッドフェローズ Goodfellas                                                           | ジェームズ・“ジミー・ザ・ジェント”・コンウェイ | 野沢那智                                                                           |                                                 |
| 1990 | レナードの朝 Awakenings                                                               | レナード・ロウ                                 | 金内吉男（ソフト版） 野沢那智（日本テレビ版） 堀勝之祐（機内上映版）               |                                                 |
| 1991 | 真実の瞬間 Guilty by Suspicion                                                        | デヴィッド・メリル                             | 池田勝                                                                             |                                                 |
| 1991 | バックドラフト Backdraft                                                              | ドナルド・“シャドウ”・リムゲイル放火犯罪捜査官 | 小林清志（ソフト版） 小川真司（テレビ朝日版） 羽佐間道夫（フジテレビ版）           |                                                 |
| 1991 | ケープ・フィアー Cape Fear                                                            | マクシミリアン・“マックス”・ケイディ           | 樋浦勉（ソフト版） 磯部勉（テレビ朝日版）                                          |                                                 |
| 1992 | ミストレス Mistress                                                                   | エヴァン・M・ライト                            | 兼製作                                                                             | 羽佐間道夫                                      |
| 1992 | ナイト・アンド・ザ・シティ Night and the City                                         | ハリー・フェビアン                             |                                                                                    | 羽佐間道夫                                      |
| 1993 | 恋に落ちたら… Mad Dog and Glory                                                       | ウェイン・“マッド・ドッグ”・ドビー             | 堀勝之祐                                                                           |                                                 |
| 1993 | ボーイズ・ライフ This Boy's Life                                                      | ドワイト・ハンセン                             | 石田太郎                                                                           |                                                 |
| 1993 | ブロンクス物語/愛につつまれた街 A Bronx Tale                                          | ロレンツォ・アネロ                             | 兼監督・製作                                                                       | 佐古正人                                        |
| 1994 | フランケンシュタイン Frankenstein                                                     | クリーチャー/片足の男                          |                                                                                    | 津嘉山正種（ソフト版） 玄田哲章（テレビ朝日版） |
| 1994 | 百一夜 Les Cent et une nuits de Simon Cinéma                                          | 本人                                           | 中田和宏                                                                           |                                                 |
| 1995 | カジノ Casino                                                                         | サム・“エース”・ロススティーン                 | 津嘉山正種                                                                         |                                                 |
| 1995 | ヒート Heat                                                                           | ニール・マッコーリー                           | 津嘉山正種（ソフト版、テレビ朝日版）                                               |                                                 |
| 1996 | ザ・ファン The Fan                                                                    | ギルバート“ギル”・レナード                     | 津嘉山正種（ソフト版） 磯部勉（テレビ朝日版）                                      |                                                 |
| 1996 | スリーパーズ Sleepers                                                                 | ボビー神父                                     | 大塚明夫（ソフト版） 羽佐間道夫（フジテレビ版） 宮内敦士（Netflix版）              |                                                 |
| 1996 | マイ・ルーム Marvin's Room                                                            | ウォーリー医師                                 | 兼製作                                                                             | 小川真司                                        |
| 1997 | コップランド Cop Land                                                                 | モー・ティルディン警部補                       |                                                                                    | 津嘉山正種（ソフト版） 小川真司（フジテレビ版） |
| 1997 | ウワサの真相/ワグ・ザ・ドッグ Wag the Dog                                             | コンラッド・ブリーン                           | 兼製作                                                                             | 麦人                                            |
| 1997 | ジャッキー・ブラウン Jackie Brown                                                     | ルイス・ガーラ                                 |                                                                                    | 津嘉山正種                                      |
| 1998 | 大いなる遺産 Great Expectations                                                       | 脱獄囚 / アーサー・ラスティグ                  | 佐々木勝彦                                                                         |                                                 |
| 1998 | RONIN Ronin                                                                           | サム                                           | 佐々木勝彦（ソフト版） 津嘉山正種（フジテレビ版） 石田圭祐（テレビ朝日版）         |                                                 |
| 1999 | アナライズ・ミー Analyze This                                                         | ポール・ヴィッティ                             | 津嘉山正種（ソフト版） 小川真司（テレビ朝日版） 有本欽隆（機内上映版）             |                                                 |
| 1999 | フローレス Flawless                                                                   | ウォルター・クーンツ                           | 玄田哲章                                                                           |                                                 |
| 2000 | ロッキー&ブルウィンクル The Adventures of Rocky and Bullwinkle                        | フィアレスリーダー                             | 兼製作                                                                             | 小川真司                                        |
| 2000 | ザ・ダイバー Men of Honor                                                             | レスリー・ウィリアム・“ビリー”・サンデー       |                                                                                    | 津嘉山正種                                      |
| 2000 | ミート・ザ・ペアレンツ Meet the Parents                                               | ジャック・ティベリウス・バーンズ               | 兼製作                                                                             | 樋浦勉                                          |
| 2001 | 15ミニッツ 15 Minutes                                                                 | エディ・フレミング                             |                                                                                    | 池田勝（ソフト版） 磯部勉（日本テレビ版）       |
| 2001 | スコア The Score                                                                      | ニック・ウェルズ                               | 野沢那智                                                                           |                                                 |
| 2002 | ショウタイム Showtime                                                                 | ミッチ・プレストン                             | 磯部勉（ソフト版） 佐々木勝彦（テレビ朝日版）                                      |                                                 |
| 2002 | 容疑者 City By The Sea                                                                | ビンセント・アンソニー・ラマーカ               | 佐々木勝彦                                                                         |                                                 |
| 2002 | アナライズ・ユー Analyze That                                                         | ポール・ヴィッティ                             | 菅生隆之                                                                           |                                                 |
| 2004 | アダム -神の使い 悪魔の子- Godsend                                                    | リチャード・ウェルズ博士                       | 佐々木勝彦                                                                         |                                                 |
| 2004 | シャーク・テイル Shark Tale                                                           | ドン・リノ                                     | 声の出演                                                                           | 松方弘樹                                        |
| 2004 | ミート・ザ・ペアレンツ2 Meet the Fockers                                              | ジャック・ティベリウス・バーンズ               | 兼製作                                                                             | 樋浦勉                                          |
| 2004 | サン・ルイ・レイの橋 The Bridge of San Luis Rey                                       | リマの大司教                                   | 日本劇場未公開                                                                     | （日本語吹替版なし）                            |
| 2005 | ハイド・アンド・シーク 暗闇のかくれんぼ Hide and Seek                                 | デヴィッド・キャラウェイ / チャーリー          |                                                                                    | 堀勝之祐（ソフト版） 小川真司（テレビ東京版）   |
| 2006 | アーサーとミニモイの不思議な国 Arthur et les Minimoys                                 | 王                                             | 声の出演                                                                           | 富田耕生                                        |
| 2006 | グッド・シェパード The Good Shepherd                                                  | ビル・サリヴァン将軍                           | 兼監督・製作                                                                       | 小川真司                                        |
| 2007 | スターダスト Stardust                                                                 | キャプテン・シェイクスピア                     |                                                                                    | 樋浦勉                                          |
| 2008 | トラブル・イン・ハリウッド What Just Happened                                         | ベン                                           | 兼製作                                                                             | 後藤哲夫                                        |
| 2008 | ボーダー Righteous Kill                                                               | トーマス・“ターク”・コーワン                   |                                                                                    | 堀勝之祐                                        |
| 2009 | みんな元気 Everybody's Fine                                                           | フランク・グッド                               | 日本劇場未公開                                                                     | 樋浦勉                                          |
| 2010 | マチェーテ Machete                                                                    | ジョン・マクラフリン議員                       |                                                                                    | 池田勝                                          |
| 2010 | ストーン Stone                                                                        | ジャック・メイブリー                           | 小川真司                                                                           |                                                 |
| 2010 | ミート・ザ・ペアレンツ3 Little Fockers                                                | ジャック・ティベリウス・バーンズ               | 日本劇場未公開                                                                     | 樋浦勉                                          |
| 2011 | 昼下がり、ローマの恋 Manuale d'am3re                                                  | エイドリアン                                   |                                                                                    | （日本語吹替版なし）                            |
| 2011 | リミットレス Limitless                                                                | カール・ヴァン・ルーン                         | 佐々木勝彦                                                                         |                                                 |
| 2011 | キラー・エリート Killer Elite                                                         | ハンター                                       | 樋浦勉                                                                             |                                                 |
| 2011 | ニューイヤーズ・イブ New Year's Eve                                                   | スタン・ハリス                                 | 樋浦勉                                                                             |                                                 |
| 2012 | レッド・ライト Red Lights                                                             | サイモン・シルヴァー                           | 小川真司                                                                           |                                                 |
| 2012 | フリーランサー NY捜査線 Freelancers                                                   | ジョー・サルコーネ                             | 樋浦勉                                                                             |                                                 |
| 2012 | ロバート・デ・ニーロ エグザイル Being Flynn                                           | ジョナサン・フリン                             | 樋浦勉                                                                             | 日本劇場未公開                                  |
| 2012 | 世界にひとつのプレイブック Silver Linings Playbook                                    | パット・ソリターノ・シニア                     |                                                                                    | 羽佐間道夫                                      |
| 2013 | グリフィン家のウエディングノート The Big Wedding                                      | ドン・グリフィン                               | 樋浦勉                                                                             |                                                 |
| 2013 | キリングゲーム Killing Season                                                         | ベンジャミン・フォード                         | 樋浦勉                                                                             |                                                 |
| 2013 | マラヴィータ The Family / Malavita                                                    | フレッド・ブレイク / ジョヴァンニ・マンゾーニ  | 小川真司                                                                           |                                                 |
| 2013 | ラストベガス Last Vegas                                                               | パトリック・“パディ”・コナーズ                 | 羽佐間道夫                                                                         |                                                 |
| 2013 | アメリカン・ハッスル American Hustle                                                  | ヴィクター・テレジオ                           | 堀勝之祐                                                                           |                                                 |
| 2013 | リベンジ・マッチ Grudge Match                                                         | ビリー・“ザ・キッド”・マクドネン               | 菅生隆之                                                                           |                                                 |
| 2014 | ザ・バッグマン 闇を運ぶ男 The Bag Man                                                 | ドラグナ                                       | 樋浦勉                                                                             |                                                 |
| 2015 | マイ・インターン The Intern                                                           | ベン・ウィテカー                               | 野島昭生                                                                           |                                                 |
| 2015 | タイム・トゥ・ラン Heist                                                              | ポープ                                         | 樋浦勉                                                                             |                                                 |
| 2015 | ジョイ Joy                                                                            | ルディ・マンガーノ                             | 日本劇場未公開                                                                     | 野島昭生                                        |
| 2016 | ダーティ・グランパ Dirty Grandpa                                                      | ディック・ケリー                               |                                                                                    | 野島昭生                                        |
| 2016 | ハンズ・オブ・ストーン Hands of Stone                                                 | レイ・アーセル                                 | 樋浦勉                                                                             |                                                 |
| 2016 | The Comedian                                                                          | ジャッキー・バーク                             | 日本劇場未公開                                                                     | N/A                                             |
| 2019 | ジョーカー Joker                                                                      | マレー・フランクリン                           |                                                                                    | 野島昭生                                        |
| 2020 | グランパ・ウォーズ おじいちゃんと僕の宣戦布告 The War with Grandpa                    | エド・マリーノ                                 | 菅生隆之                                                                           |                                                 |
| 2020 | カムバック・トゥ・ハリウッド!! The Comeback Trail                                     | マックス・バーバー                             | 関輝雄                                                                             |                                                 |
| 2022 | アムステルダム Amsterdam                                                              | ギル・ディレンベック                           | 佐々木勝彦                                                                         |                                                 |
| 2022 | ワイルド・リベンジ Savage Salvation                                                   | マイク・チャーチ保安官                         | 日本劇場未公開                                                                     | （日本語吹替版なし）                            |
| 2023 | キラーズ・オブ・ザ・フラワームーン Killers of the Flower Moon                         | ウィリアム・ヘイル                             |                                                                                    | 樋浦勉                                          |
| 2023 | About My Father                                                                       | サルヴォ・マニスカルコ                         | 日本劇場未公開                                                                     | N/A                                             |
| 2023 | Ezra                                                                                  | スタン                                         | 日本劇場未公開                                                                     | N/A                                             |
| 2025 | アルトナイツ The Alto Knights                                                         | ヴィト・ジェノヴェーゼ フランク・コステロ      | 日本劇場未公開                                                                     | （日本語吹替版なし）                            |
| TBA  | Tin Soldier                                                                           | アッシュバーン                                 |                                                                                    |                                                 |
| TBA  | Whisper Man                                                                           | TBA                                            |                                                                                    |                                                 |
| TBA  | Shutout                                                                               | ジェイク                                       |                                                                                    |                                                 |

#### テレビ映画
| 年   | 題名                                               | 役名                  | 備考         |
| ---- | -------------------------------------------------- | --------------------- | ------------ |
| 2017 | 嘘の天才 〜史上最大の金融詐欺〜 The Wizard of Lies | バーナード・L・マドフ | 兼製作総指揮 |

#### WEB配信映画
| 年   | 題名                          | 役名                                       | 配信局  | 備考   | 吹替     |
| ---- | ----------------------------- | ------------------------------------------ | ------- | ------ | -------- |
| 2019 | アイリッシュマン The Irishman | フランク・“ジ・アイリッシュマン”・シーラン | Netflix | 兼製作 | 沢木郁也 |

### 短編映画
| 年   | 題名         | 役名 |
| ---- | ------------ | ---- |
| 2015 | エリス Ellis | 本人 |

### テレビシリーズ

#### テレビドラマ
| 年          | 題名                                         | 役名           | 備考                                                      | 日本語吹替           |
| ----------- | -------------------------------------------- | -------------- | --------------------------------------------------------- | -------------------- |
| 2001        | セサミストリート Sesame Street               | 本人           | 「Hurricane, Part 3」                                     |                      |
| 2002 - 2010 | サタデー・ナイト・ライブ Saturday Night Live | 本人（ホスト） | 計3話出演                                                 | N/A                  |
| 2006        | Extra                                        | 本人役         | 第2シーズン第6話「Jonathan Ross」                         | N/A                  |
| 2006 - 2013 | 30 ROCK/サーティー・ロック 30 Rock           | 本人役         | 第5シーズン第12話「Operation Righteous Cowboy Lightning」 |                      |
| 2023        | NOTHING/ナッシング Nada                      | ヴィンセント   | 計5話出演                                                 | （日本語吹替版なし） |

#### WEB配信ドラマ
| 年   | 題名              | 役名             | 配信局  | 備考         | 日本語吹替 |
| ---- | ----------------- | ---------------- | ------- | ------------ | ---------- |
| 2025 | ゼロデイ Zero Day | ジョージ・マレン | Netflix | 兼製作総指揮 | 銀河万丈   |

## 製作作品

### 映画
| 年   | 題名                             | 備考           |
| ---- | -------------------------------- | -------------- |
| 1992 | サンダーハート Thunderheart      |                |
| 1995 | パンサー Panther                 | クレジットなし |
| 1999 | ウィズアウト・ユー Entropy       |                |
| 2002 | アバウト・ア・ボーイ About a Boy |                |
| 2005 | レント Rent                      |                |

### テレビシリーズ

#### WEB配信ドラマ
| 年   | 題名                            | 配信局  | 備考               |
| ---- | ------------------------------- | ------- | ------------------ |
| 2019 | ボクらを見る目 When They See Us | Netflix | リミテッドシリーズ |

## 受賞歴

### アカデミー賞
受賞
1975年 アカデミー助演男優賞:『ゴッドファーザー PART II』
1981年 アカデミー主演男優賞:『レイジング・ブル』
ノミネート
1977年 アカデミー主演男優賞:『タクシードライバー』
1979年 アカデミー主演男優賞:『ディア・ハンター』
1991年 アカデミー主演男優賞:『レナードの朝』
1992年 アカデミー主演男優賞:『ケープ・フィアー』
2013年 アカデミー助演男優賞:『世界にひとつのプレイブック』
2020年 アカデミー作品賞:『アイリッシュマン』
2024年 アカデミー助演男優賞: 『キラーズオブザフラワームーン』

### 英国アカデミー賞
ノミネート
1976年 新人賞:『ゴッドファーザー PART II』
1977年 主演男優賞:『タクシードライバー』
1980年 主演男優賞:『ディア・ハンター』
1982年 主演男優賞:『レイジング・ブル』
1984年 主演男優賞:『キング・オブ・コメディ』
1991年 主演男優賞:『グッドフェローズ』
2020年 作品賞:『アイリッシュマン』

### ゴールデングローブ賞
受賞
1981年 主演男優賞 (ドラマ部門):『レイジング・ブル』
2011年 セシル・B・デミル賞
ノミネート
1977年 主演男優賞 (ドラマ部門):『タクシードライバー』
1978年 主演男優賞 (ミュージカル・コメディ部門):『ニューヨーク・ニューヨーク』
1979年 主演男優賞 (ドラマ部門):『ディア・ハンター』
1989年 主演男優賞 (ミュージカル・コメディ部門):『ミッドナイト・ラン』
1992年 主演男優賞 (ドラマ部門):『ケープ・フィアー』
2000年 主演男優賞 (ミュージカル・コメディ部門):『アナライズ・ミー』
2001年 主演男優賞 (ミュージカル・コメディ部門):『ミート・ザ・ペアレンツ』
2023年 助演男優賞:『キラーズ・オブ・ザ・フラワームーン』

### ニューヨーク映画批評家協会賞
受賞
1974年 助演男優賞:『ミーン・ストリート』
1977年 主演男優賞:『タクシードライバー』
1981年 主演男優賞:『レイジング・ブル』
1991年 主演男優賞:『グッドフェローズ』、『レナードの朝』
ノミネート
1974年 助演男優賞:『ゴッドファーザー PART II』
1978年 主演男優賞:『ディア・ハンター』

### 受章
- 大統領自由勲章（2016年）[284]

## 日本語吹き替え
主に津嘉山正種や樋浦勉、小川真司、佐々木勝彦、羽佐間道夫、池田勝などが数多くの作品で吹き替えを務め、持ち役としていることで知られているが、樋浦や大塚明夫（二作品担当）によると、作品ごとに芝居の調子が違い、カメレオン俳優と呼ばれるデ・ニーロには業界の中でフィックス（専属）とされる声優はおらず、役柄に応じて様々な俳優が声を当てているという。
このほかにも、堀勝之祐、野沢那智、磯部勉、野島昭生、菅生隆之、小林清志、青野武、富山敬、麦人、玄田哲章、宮内敦士などが複数回、声を当てている。